# Schelklingen
Schelklingen ist eine Stadt im Alb-Donau-Kreis in Baden-Württemberg, etwa 20 Kilometer westlich von Ulm. Schelklingen ist mit einem Großteil seiner Gemarkung (82,2 %) Teil des Biosphärengebiets Schwäbische Alb.

## Geografie

### Geografische Lage

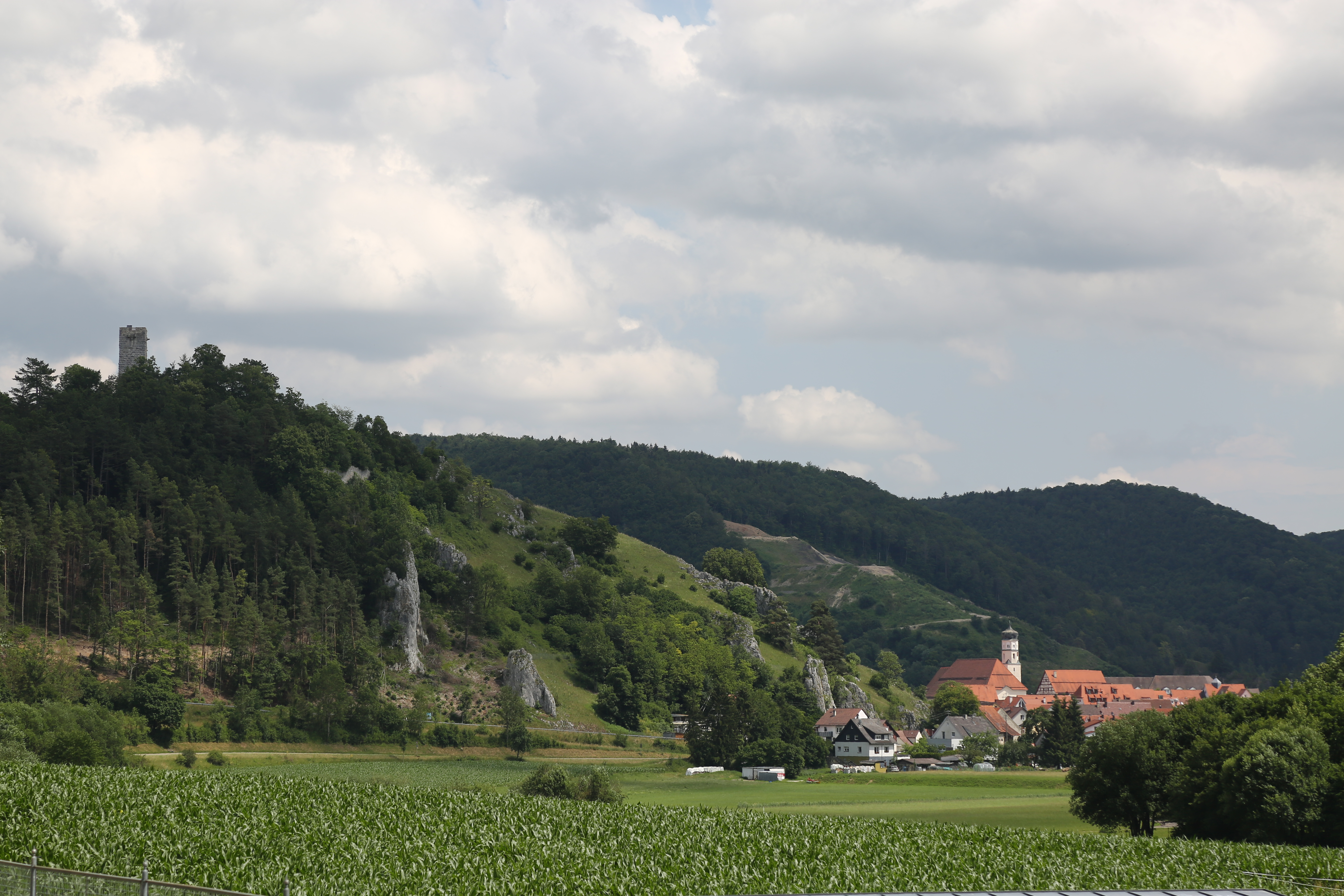
Der historische Ortskern um die Herz-Jesu-Kirche unterhalb der Burg Hohenschelklingen

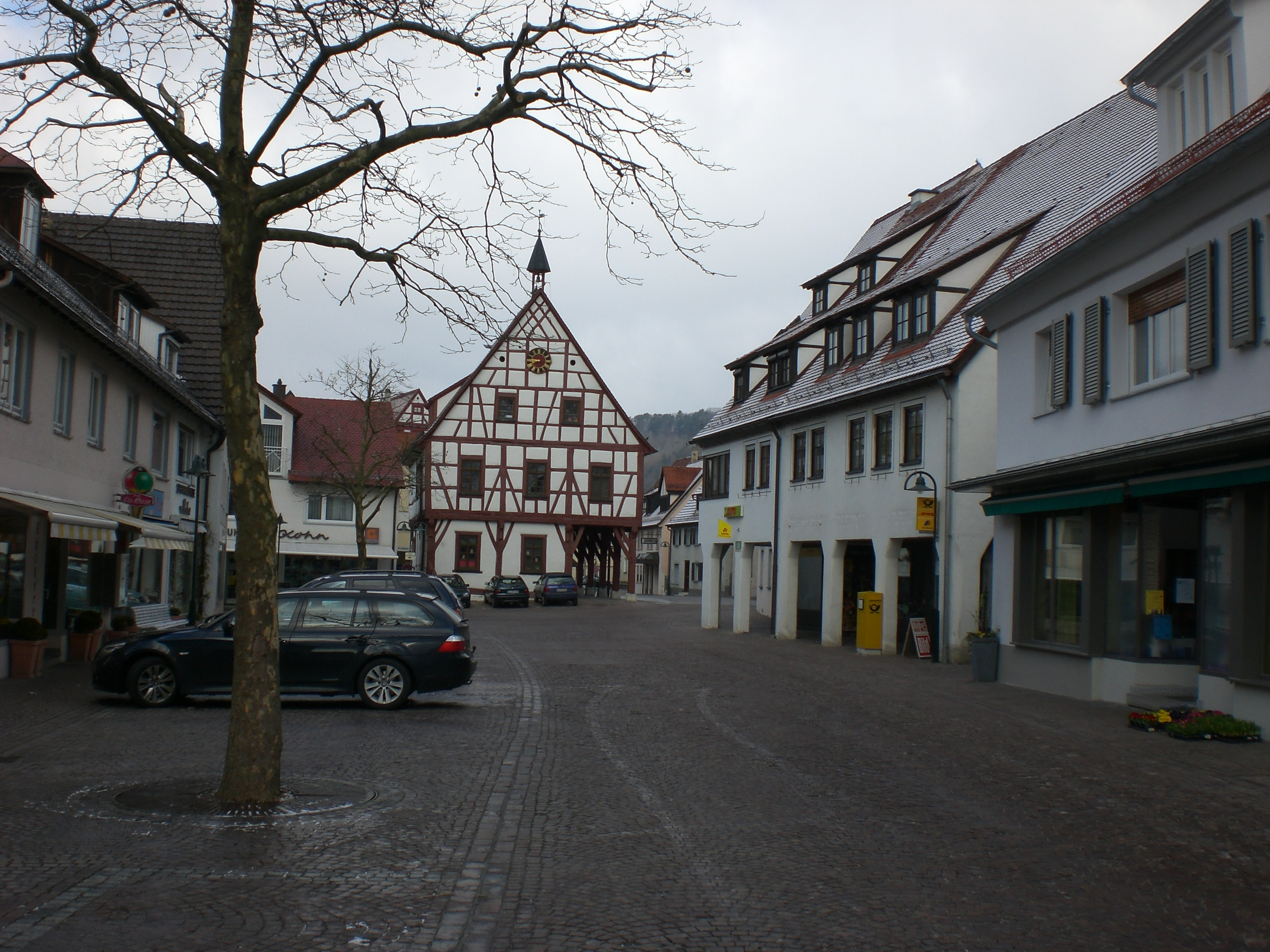
Marktstraße mit Blick auf das Alte Rathaus

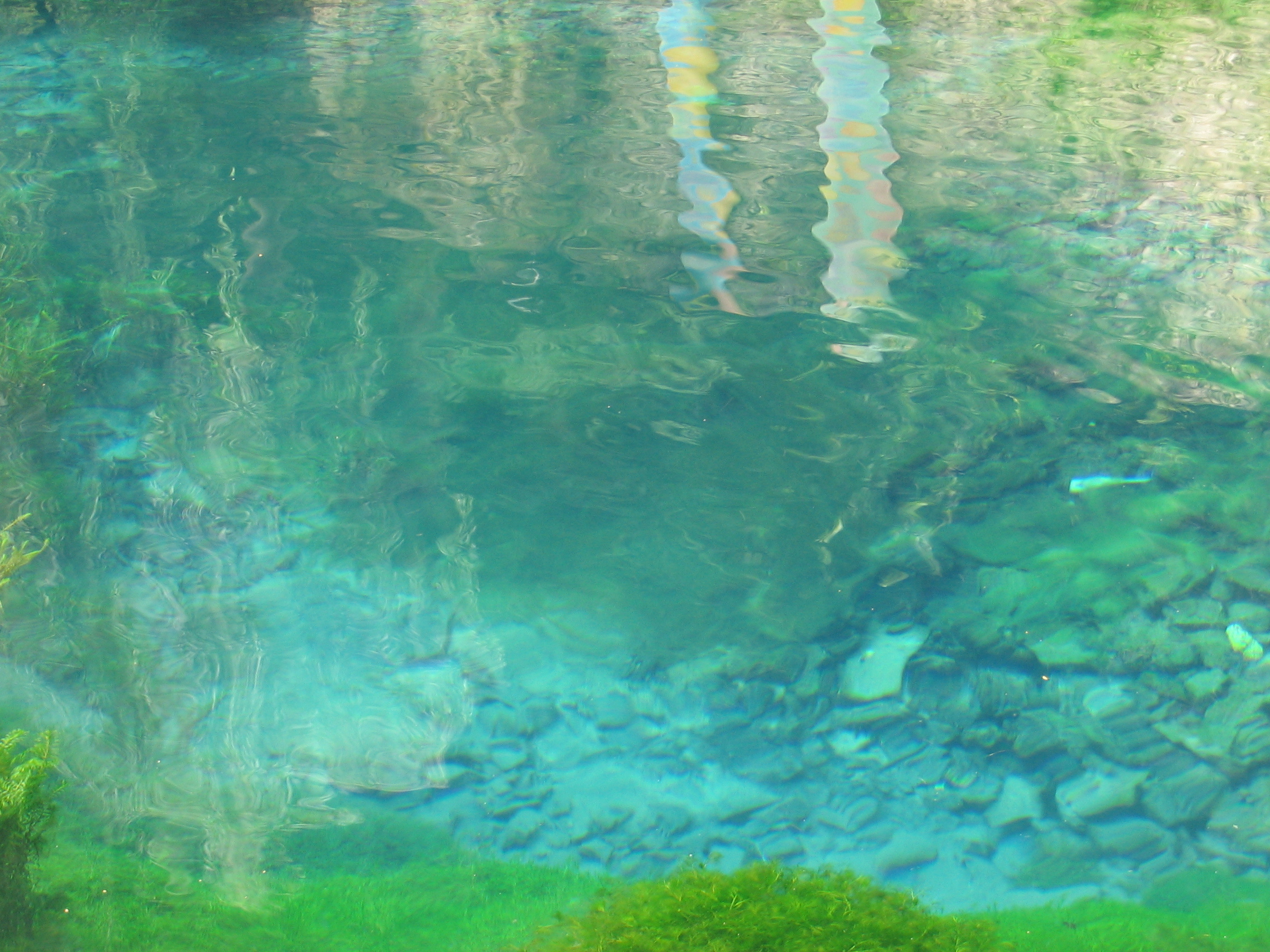
Urspring-Quelltopf

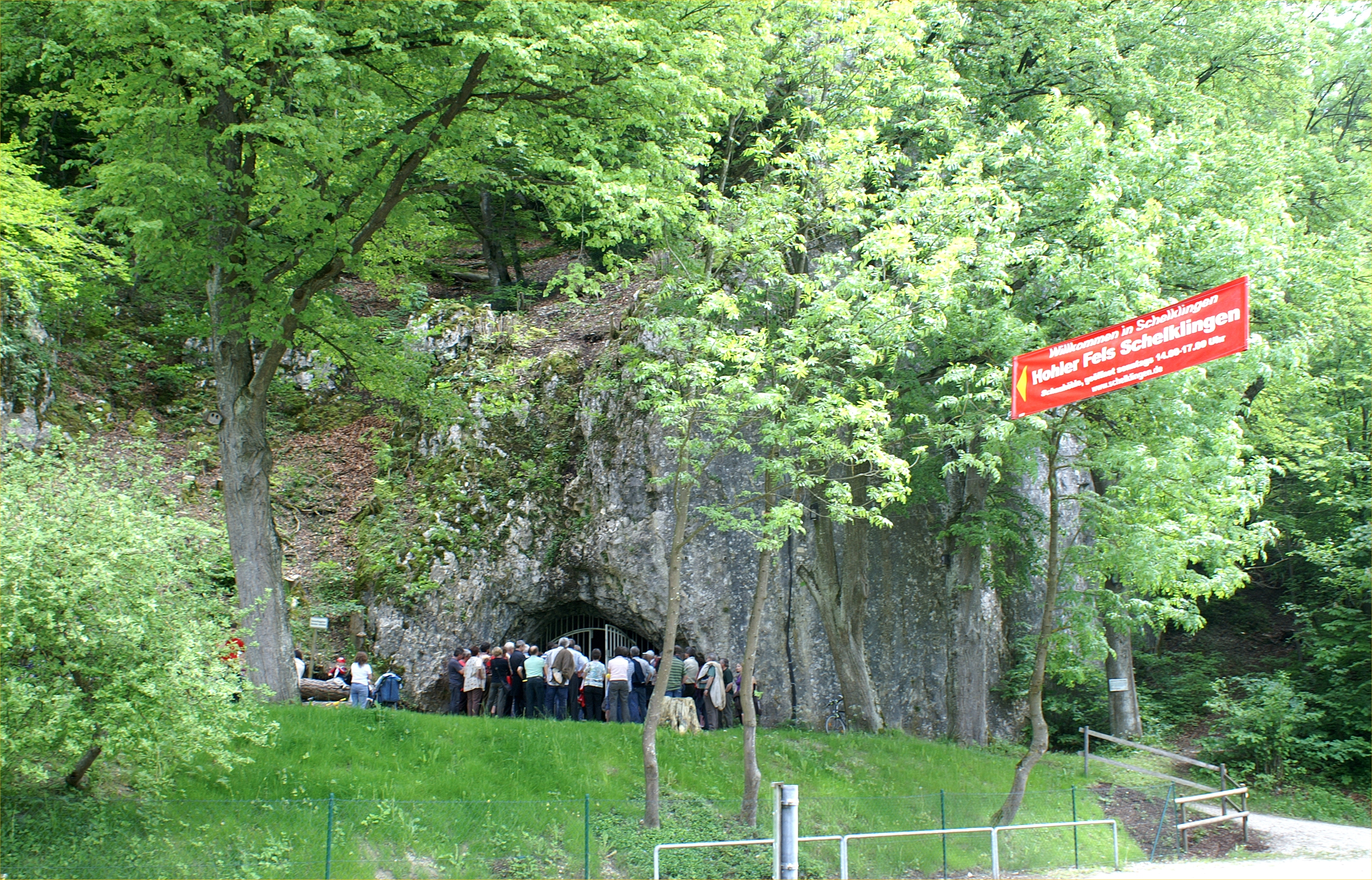
Hohler Fels

Die Kernstadt Schelklingen liegt auf 547 m ü. NN im Urdonautal, durch das die Schmiech fließt, am Fuße der Schwäbischen Alb, etwa 20 Kilometer westlich von Ulm. Die Stadtteile Hausen ob Urspring, Justingen und Ingstetten befinden sich auf der Albhochfläche. Im Schmiechtal liegen die Stadtteile Schmiechen, Hütten, Gundershofen, Sondernach sowie die Wohnplätze Teuringshofen, Talsteußlingen und Springen.
Beidseits des Tales und etwa 200 Meter höher liegen wellige Hochflächen – im Südwesten Ehinger Alb und Lutherische Berge, im Nordosten die Blaubeurer Alb und im Osten (Richtung Ulm) das locker besiedelte Hochsträß. Westlich der Stadt beim Kloster Urspring entspringt in einem bläulichen Quelltopf (ähnlich wie die Blau im nahen Blaubeuren) die Schelklinger Ach, die dem Urdonautal nach Norden folgt, wo sie sich bei Blaubeuren mit der Blau vereinigt.

### Nachbargemeinden
Die Stadt grenzt im Norden an Heroldstatt, im Osten an die Stadt Blaubeuren, im Südosten an die Stadt Erbach (Donau), im Süden an Altheim und Allmendingen, im Westen an Mehrstetten und die Stadt Münsingen (Landkreis Reutlingen), sowie im Nordwesten an das gemeindefreie Gebiet Gutsbezirk Münsingen (Landkreis Reutlingen).

### Stadtgliederung
Zur Stadt gehören die Stadtteile Schmiechen, Hausen ob Urspring, Justingen, Ingstetten, Hütten, Gundershofen und Sondernach. Es existieren noch weitere Einzelhöfe, Mühlen, kleinere Weiler, Schlösser und ein ehemaliges Kloster, die zu den Stadtteilen gehören: Hof Muschenwang (zu Hausen ob Urspring), Hof Oberschelklingen (zu Schelklingen), Weiler Sotzenhausen (frühere Zementfabrik, zu Schelklingen; ist nicht zu verwechseln mit dem Weiler Sotzenhausen, welcher 1835 nach Pappelau, Stadt Blaubeuren, eingemeindet wurde), Mühlenweiler Springen (zu Gundershofen), Riedmühle (zu Sondernach), Weiler Talsteußlingen und Schloss Neusteußlingen (zu Hütten), Weiler Teuringshofen (zu Hütten) und Urspring (zu Schelklingen).

### Fließgewässer
- Die Urspring entspringt in Urspring und fließt nach ca. 500 m in die Ach
- Die Ach entspringt zwischen Urspring und Schelklingen und fließt in Blaubeuren in die Blau
- Die Schmiech entspringt bei Springen und fließt in Ehingen in die Donau
- Die Sondernach entspringt im Sondernacher Tal und fließt bei der Riedmühle in die Schmiech

### Schutzgebiete
In Schelklingen liegt das Naturschutzgebiet Oberes Schmiechtal und das Naturschutzgebiet Schmiechener See. Zudem hat die Stadt Anteil am Bannwald Rabensteig. Einige Landschaftsteile auf dem Stadtgebiet wurden als Landschaftsschutzgebiet Schelklingen ausgewiesen. Die Stadt hat überdies Anteile an den FFH-Gebieten Tiefental und Schmiechtal und Münsinger Alb sowie an den Vogelschutzgebieten Täler der Mittleren Flächenalb, Schmiechener See und Mittlere Schwäbische Alb. Schelklingen liegt zudem im Biosphärengebiet Schwäbische Alb, als Kernzonen sind Teile südexponierten Hängen des Schmiechtals und der Bannwald Rabensteig ausgewiesen.

## Geschichte

### Urgeschichte
In der Karsthöhle Hohler Fels, ungefähr einen Kilometer vom Stadtkern entfernt, wurden bedeutende archäologische Funde gemacht, die eine menschliche Besiedlung bis zurück in die Altsteinzeit belegen. Darunter befinden sich 65.000 Jahre alte Pfeilspitzen; die zu den ältesten erhaltenen Musikinstrumenten zählende Gänsegeierflöte vom Hohlefels; sowie die Venus vom Hohlefels, eine der ältesten erhaltenen Darstellungen eines Menschen.

### Mittelalter mit den Edlen von Schelklingen und den Grafen von Berg
Schalklingen war um 854 Teil der Swerzenhuntare. Die ursprünglichen Inhaber des Dorfes und der Burg Schelklingen waren freie Herren von Schelklingen, vermutlich verwandt mit den Herren von Steußlingen, Justingen etc.
1127 schenkten drei Brüder, genannt von Schelklingen, Güter dem Kloster Urspring. Durch Kauf, Heirat oder Erbschaft kam die Herrschaft Schelklingen um 1200 an die Grafen von Berg, aus denen die späteren Grafen von Berg-Schelklingen hervorgingen. Markgraf Heinrich I. von Burgau und dessen Ehefrau Adelheid, wahrscheinlich Tochter des letzten Edlen von Schelklingen zeugten als Erstgeborenen Ulrich, der nach seines Vaters Tod im Jahr 1242 das Erbe mit seinem Bruder teilen musste. Ulrich erhielt die Herrschaft des Hauses Berg im Westen der Iller und die kleine Herrschaft Holzheim nahe Neu-Ulm, zwischen Iller und Roth und nannte sich künftig Graf von Berg(-Schelklingen). Sein Bruder war Heinrich II. von Burgau und herrschte als Markgraf über das Gebiet östlich der Roth und mit Burgau, sodass er Wappen und Siegel der Grafen von Berg wegen der abgegrenzten Markgrafschaft Burgau eine Lilie hinzufügte.

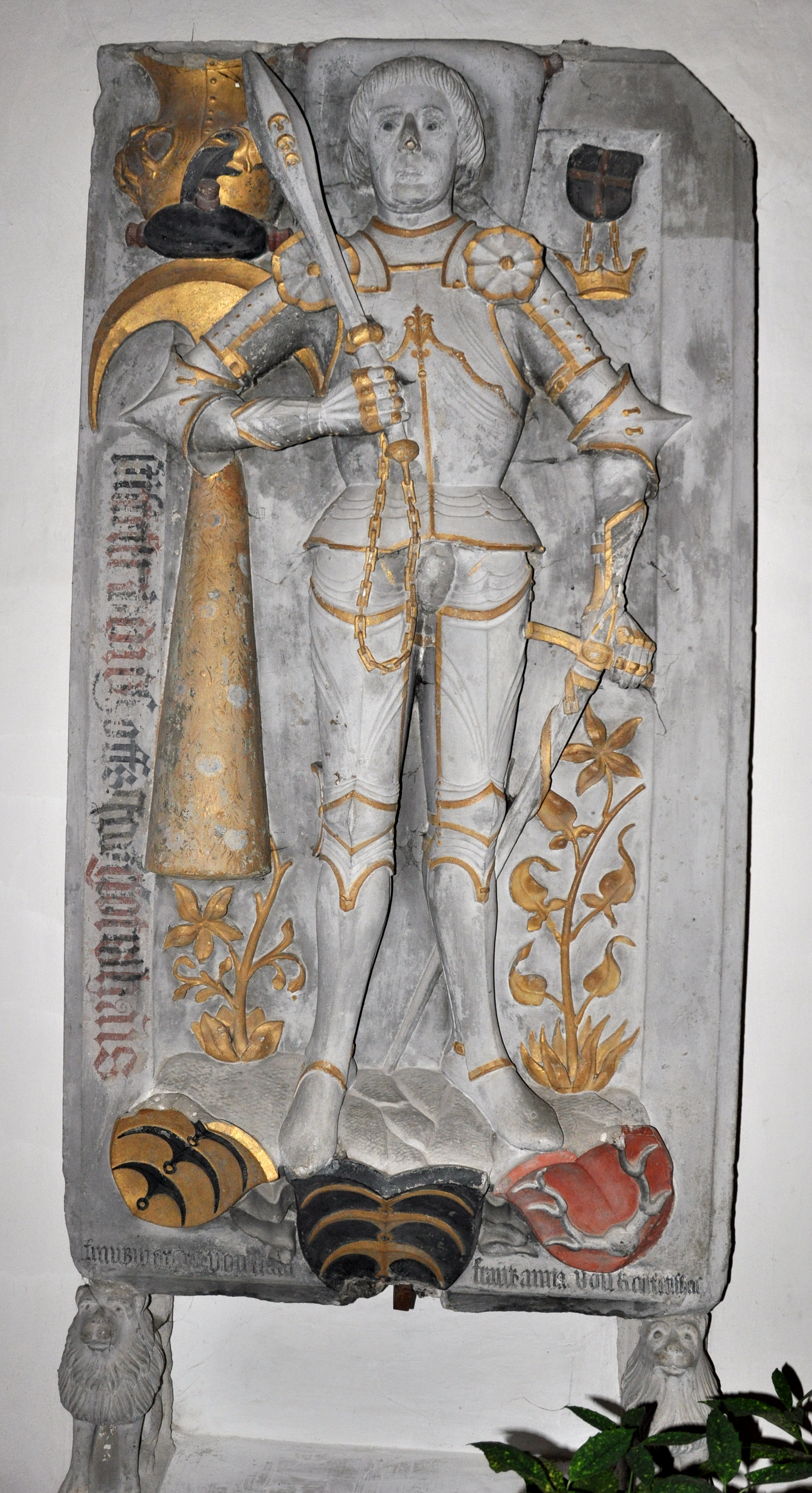
Hans der Reiche von Stadion, Epitaph in der Pfarrkirche Oberstadion

Schelklingen wurde erstmals 1234 Stadt (civitas, Stadtrecht) genannt. Der letzte Graf von Berg-Schelklingen verkaufte die Herrschaft 1343 an das Haus Österreich und erhielt sie als Lehen zurück. Als der letzte Graf von Berg-Schelklingen 1346 verstarb, fiel die Herrschaft Schelklingen an Österreich.
Schelklingen wurde verwaltungsmäßig später Vorderösterreich zugeteilt und blieb bis 1806 österreichisch.
Geldnot der Herzöge von Österreich und das mit dem Besitz einer eigenen Herrschaft verbundene Prestige auf Seiten des Adels führte zur häufigen Verpfändung und Verleihung der Herrschaft Schelklingen (zusammen mit Berg und Ehingen).

### Pfandherren

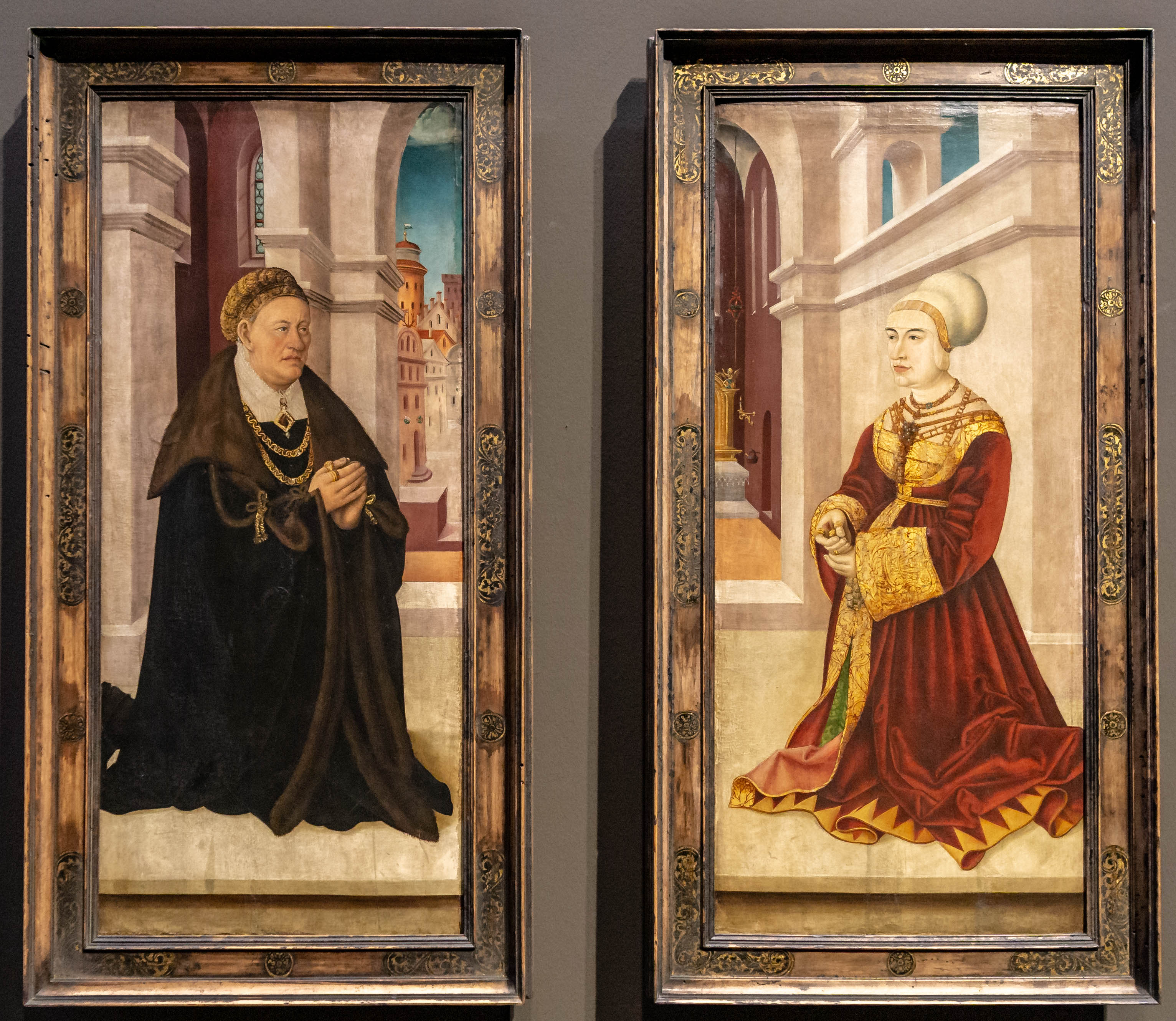
Ludwig von Freyberg und seine Ehefrau (Heirat 1488) Sibylla geb. Gossenbrot (1479–1521)

- 1438–1458: Hans der Reiche von Stadion († 1458 kinderlos)
- 1459–1503: dessen Neffe Burkhard von Stadion († 1493), Sohn von Ludwig von Stadion († 1449)
- 1507–1530: Ludwig von Freyberg zu Öpfingen (* Schloss Württemberg 1468, † Öpfingen 21. Mai 1545)
- 1530–1568: Konrad von Boyneburg

1568 konnte sich die Stadt Ehingen von einer neuen Verpfändung loskaufen und gleichzeitig die Pfandherrschaft über Schelklingen erwerben. Von 1568 bis 1680 wurden Stadt und Herrschaft durch österreichische Gubernatoren verwaltet.

### Lehnsherrschaft der Schenk von Castell
1680 brachte Reichsgraf und Bischof von Eichstätt Marquard Schenk von Castell seine Verdienste für den Kaiser in Erinnerung. Zum Dank wurden ihm die Herrschaften Berg und Schelklingen zunächst verpfändet und 1732 als vorderösterreichisches Mannlehen überlassen. Die Lehensherrschaft der Schenk von Castell währte bis zur Mitte des 19. Jahrhunderts. Eine bedeutende Rolle für Schelklingen am Ende des Ancien Régime spielte Franz Ludwig Schenk von Castell. Durch den Pressburger Frieden 1805 fiel Schelklingen an das Kurfürstentum Württemberg, als Dank für die Napoleon geleistete württembergische Waffenhilfe. Der Übergang der Landesherrschaft von Vorderösterreich an Württemberg im Zuge der Mediatisierung beendete auch allmählich die Adelsherrschaft über Schelklingen. Die Grafen Schenk von Castell veräußerten sukzessive ihren Besitz in Schelklingen.

### Württembergische Zeit
Schelklingen kam 1808 bei der Umsetzung der neuen Verwaltungsgliederung im Königreich Württemberg zum Oberamt Blaubeuren.
1879/80 wurde durch Stadtpfarrer Wilhelm Hummel in Schelklingen in dem Gebäude der bankrotten Malzfabrik und dem dazugehörigen Gasthaus zum Hecht des Joseph Baumeister eine Katholische Rettungsanstalt für Knaben gegründet, das St.-Konradi-Haus (Konradihaus).
Im 19. Jahrhundert entwickelte sich Schelklingen von einer Handwerker- und Ackerbürgerstadt zur Industriestadt. Die Aufhebung des Klosters Urspring 1806 machte die Anlage frei für eine anderweitige Nutzung. 1832 verkaufte der württembergische Staat die ehemalige Klosteranlage an den Fabrikanten Georg Reichenbach, mit der Auflage, dort eine Baumwollmanufaktur einzurichten. Die spätere Mechanische Weberei Urspring (MWU) wurde 1906/07 in einen Neubau an der Ehinger Straße in Schelklingen verlegt. Die meisten Fabrikgebäude in Urspring wurden abgebrochen. Die MWU ging 1953 in Konkurs und wurde geschlossen.
Ein zweiter Industriezweig, der in den 1830er-Jahren entstand, war die Zündholzherstellung. Grundlage war die Erfindung des Phosphor-Zündhölzchens. Es entwickelten sich drei Fabriken, die auch viele Frauen und Kinder in Heimarbeit beschäftigten. Die meisten dieser Fabriken wurden Anfang des 20. Jahrhunderts geschlossen.
1912 wurde in Urspring, nachdem die Dreikönigsmühle am Achtopf zum städtischen Elektrizitäts- und Wasserwerk umgewandelt worden war, eine neue Getreidemühle errichtet, die jetzt als Schulgebäude genutzt wird. Von 1907 bis 1930 standen die Gebäude Ursprings bis auf ein Gasthaus im Wesentlichen leer. Erst 1930 fand die ehemalige Klosteranlage eine neue Nutzung durch die Gründung der Urspringschule, eines evangelischen Landerziehungsheims und Gymnasiums.
Im späten 19. Jahrhundert entwickelte sich im Blau-, Ach- und Schmiechtal, nachdem der Portland-Zement erfunden worden war, der neue Industriezweig der Zementindustrie. 1889 wurde die erste Barbey’sche, später Hammerstein’sche Zementfabrik in Schelklingen errichtet, und 1902 die große Anlage des Stuttgarter Immobilien- und Baugeschäfts, die das Hammerstein’sche Zementwerk stilllegte und dort Zementarbeiterwohnungen einrichtete. Die neue Fabrik zog viele auswärtige Arbeitskräfte an, insbesondere auch viele italienische Arbeiter, von denen einige ansässig wurden. Später wurde das Zementwerk von der Portland-Cement-Fabrik AG Heidelberg und Mannheim AG, heute HeidelbergCement, aufgekauft.

### NS-Zeit
Bei der Kreisreform während der NS-Zeit in Württemberg gelangte Schelklingen 1938 zum Landkreis Ehingen.
1941 wurde das St.-Konradi-Haus von Regierungsstellen beschlagnahmt und darin bis 1945 ein Umsiedlungslager (SS-Lager) eingerichtet. Es sollte zur gewaltsamen Umerziehung von als „rasserein“ geltenden Internierten aus dem Elsass und der Prüfung der „Eindeutschungsfähigkeit“ weiterer Zwangsdeportierter dienen.

### Nachkriegszeit
Schelklingen war nach dem Ende des Zweiten Weltkriegs Teil der französischen Besatzungszone und erfuhr somit 1947 die Zuordnung zum neu gegründeten Land Württemberg-Hohenzollern, welches 1952 im Land Baden-Württemberg aufging.

### Räumliche Entwicklung des Stadtgebietes
Im Zuge der Gemeindegebietsreform in Baden-Württemberg wurden folgende Gemeinden nach Schelklingen eingemeindet bzw. mit Schelklingen vereinigt:
- 1. März 1972: Hausen ob Urspring und Justingen
- 1. April 1972: Ingstetten und Hütten
- 1. Juli 1974: Schmiechen (Vereinigung mit Schelklingen zur neuen Stadt Schelklingen)
- 1. Januar 1975: Gundershofen und Sondernach

Schelklingen, Hausen ob Urspring und Schmiechen gehörten vor der Kreisreform zum Landkreis Ehingen, die übrigen Gemeinden zum Landkreis Münsingen. Bei der Kreisreform Baden-Württemberg 1973 kamen alle Orte Schelklingens zum Alb-Donau-Kreis.
| Gundershofen | Hausen ob Urspring | Hütten | Ingstetten | Justingen | Schmiechen | Sondernach |

Im Zuge der Rekommunalisierung des gemeindefreien Gutsbezirks Münsingen (Landkreis Reutlingen) wurde das 56,3 Hektar große und unbewohnte ehemalige Munitionsdepot Ingstetten zum 1. Januar 2011 der Stadt Schelklingen zugeschlagen.

### Einwohnerentwicklung
Es handelt sich um Einwohnerzahlen nach dem jeweiligen Gebietsstand. Die Zahlen sind Volkszählungsergebnisse (¹) oder amtliche Fortschreibungen des Statistischen Landesamtes Baden-Württemberg (nur Hauptwohnsitze).

Einwohnerentwicklung von Schelklingen von 1871 bis 2017 nach nebenstehender Tabelle

| Jahr                 | Einwohner |
| -------------------- | --------- |
| 1. Dezember 1871 ¹   | 3379      |
| 1. Dezember 1880 ¹   | 3508      |
| 1. Dezember 1890 ¹   | 3538      |
| 1. Dezember 1900 ¹   | 3975      |
| 1. Dezember 1910 ¹   | 4161      |
| 16. Juni 1925 ¹      | 4416      |
| 16. Juni 1933 ¹      | 4383      |
| 17. Mai 1939 ¹       | 4547      |
| 13. September 1950 ¹ | 5393      |
| 6. Juni 1961 ¹       | 6084      |
| 27. Mai 1970 ¹       | 6575      |

| Jahr              | Einwohner |
| ----------------- | --------- |
| 31. Dezember 1980 | 6298      |
| 27. Mai 1987 ¹    | 6255      |
| 31. Dezember 1990 | 6697      |
| 31. Dezember 1995 | 7092      |
| 31. Dezember 2000 | 7122      |
| 31. Dezember 2005 | 7165      |
| 31. Dezember 2010 | 7072      |
| 31. Dezember 2015 | 6783      |
| 31. Dezember 2020 | 6870      |

### Religionen
Schelklingen war wegen der Zugehörigkeit der ehemaligen Herrschaft Schelklingen (Stadt Schelklingen, Hausen ob Urspring und Schmiechen) und der Klosterherrschaft Urspring zu Vorderösterreich bis 1806 überwiegend katholisch geprägt. Die Orte der ehemaligen Reichsherrschaft Justingen (Justingen, Ingstetten, Gundershofen und Hütten) waren von der Mitte des 16. Jahrhunderts bis nach dem Ende des Dreißigjährigen Kriegs unter den Freiherren von Freyberg reformiert nach der Lehre Schwenckfelds, wurden aber nach dem Rückkauf der Herrschaft durch den Fürstbischof von Augsburg Johann Christoph von Freyberg (1665–1690) rekatholisiert. Sondernach als Teil der Herrschaft Neusteußlingen war unter den Freiherren von Freyberg zu Neusteußlingen katholisch; nach dem Heimfall der Herrschaft an das Herzogtum Württemberg im späten 16. Jahrhundert wurde dort aber die Reformation eingeführt.
Heute bestehen in Schelklingen je eine römisch-katholische, evangelische und neuapostolische Kirchengemeinde.
Daneben gibt es einen muslimischen Bevölkerungsanteil. Die meisten Muslime sind Anhänger des sunnitischen Islam. Die islamischen Mitbürger haben sich seit Anfang der 1960er Jahre durch Einwanderung vor allem aus der Türkei angesiedelt. Seit einigen Jahren gibt es am Schelklinger Ortsrand auch eine kleine Gebetsstätte für die muslimische Bevölkerung.

## Politik

### Gemeinderat
Der Gemeinderat besteht aus den gewählten ehrenamtlichen Gemeinderäten und dem Bürgermeister als Vorsitzendem. Der Bürgermeister ist im Gemeinderat stimmberechtigt. In Schelklingen wird der Gemeinderat nach dem Verfahren der unechten Teilortswahl gewählt. Dabei kann sich die Zahl der Gemeinderäte durch Überhangmandate verändern. Der Gemeinderat in Schelklingen hat nach der letzten Wahl 25 Mitglieder (vorher: 24). Die Kommunalwahl am 9. Juni 2024 führte zu folgendem amtlichen Endergebnis (mit Vergleichszahlen der beiden vorigen Wahlen):

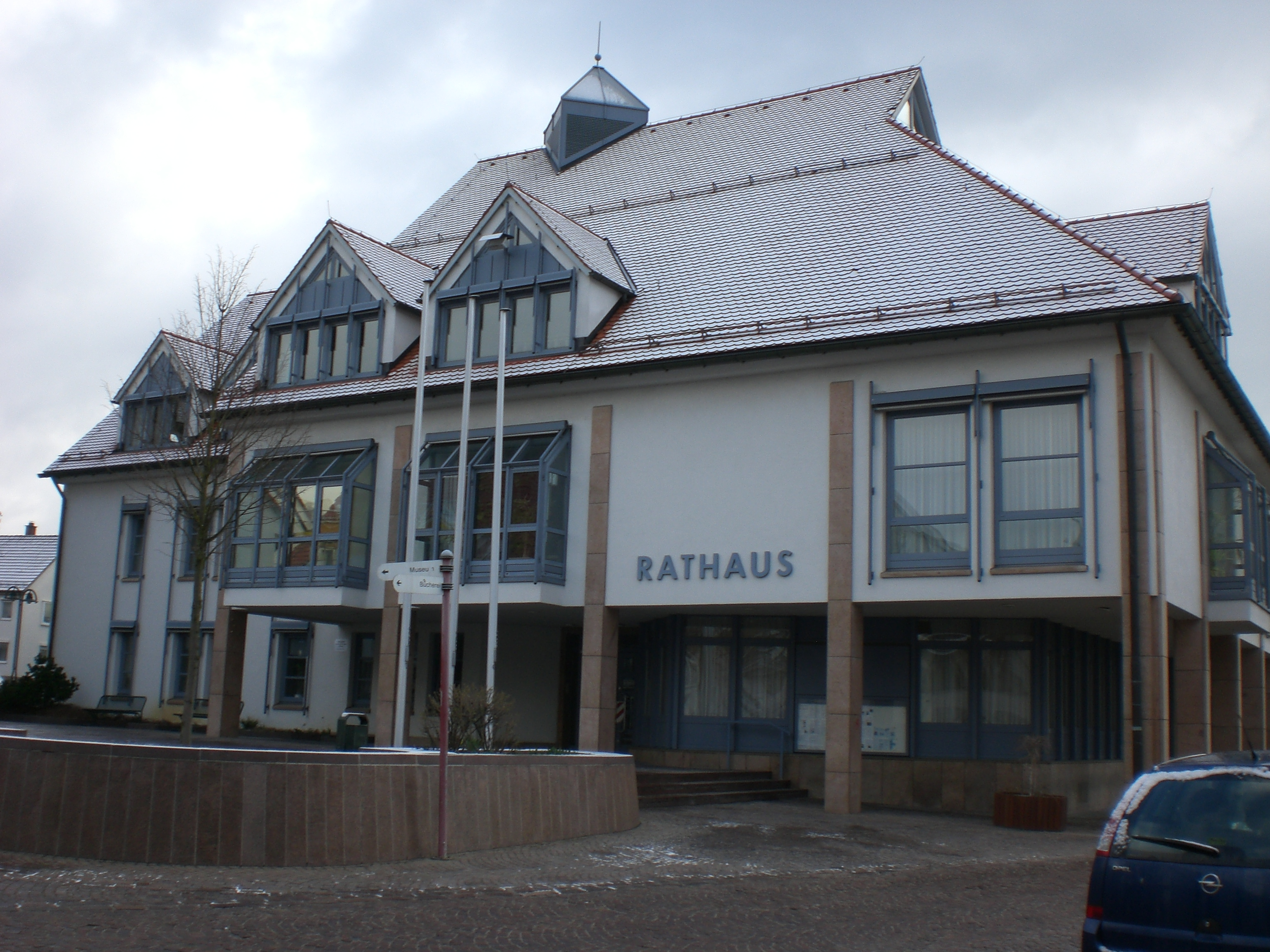
Neues Schelklinger Rathaus

| \| Parteien und Wählergemeinschaften \| Parteien und Wählergemeinschaften \| % 2024 \| Sitze 2024 \| \| % 2019 \| Sitze 2019 \| \| CDU \| Christlich Demokratische Union Deutschlands \| 40,4 \| 10 \| 46,2 \| 11 \| \| \| SPD \| Sozialdemokratische Partei Deutschlands \| 21,5 \| 5 \| 24,9 \| 6 \| \| \| Grüne \| Bündnis 90/Die Grünen \| 08,2 \| 2 \| 04,4 \| 1 \| \| \| FW \| Freie Wählervereinigung \| 30,0 \| 7 \| 27,8 \| 7 \| \| \| Gesamt \| Gesamt \| 100 \| 24 \| 100 \| 25 \| \| \| Wahlbeteiligung \| Wahlbeteiligung \| 63,5 % \| 63,5 % \| 62,4 % \| 62,4 % \| \| | Sitzverteilung im Schelklinger Gemeinderat ab 2024Insgesamt 24 Sitze - SPD: 5 - Grüne: 2 - FW: 7 - CDU: 10 |        |            |        |        |            |
| Parteien und Wählergemeinschaften | Parteien und Wählergemeinschaften                                                                          | % 2024 | Sitze 2024 |        | % 2019 | Sitze 2019 |
| CDU | Christlich Demokratische Union Deutschlands                                                                | 40,4   | 10         | 46,2   | 11     |            |
| SPD | Sozialdemokratische Partei Deutschlands                                                                    | 21,5   | 5          | 24,9   | 6      |            |
| Grüne | Bündnis 90/Die Grünen                                                                                      | 08,2   | 2          | 04,4   | 1      |            |
| FW | Freie Wählervereinigung                                                                                    | 30,0   | 7          | 27,8   | 7      |            |
| Gesamt | Gesamt | 100    | 24         | 100    | 25     |            |
| Wahlbeteiligung | Wahlbeteiligung                                                                                            | 63,5 % | 63,5 %     | 62,4 % | 62,4 % |            |

### Bürgermeister
In der österreichischen Zeit lag die Stadtverwaltung in den Händen des regierenden Amtsbürgermeisters und seines Vorgängers, des Unterbürgermeisters. Sie wurden unterstützt vom inneren und äußeren Rat mit jeweils vier Mitgliedern (Ratsherren, Deputierten). Die Stadtämter (wie Stadtrechner, Kirchenpfleger, Spitalpfleger usw.) wurden unter den Ratsherren aufgeteilt. Die Amtsdauer scheint ein Jahr gewesen zu sein; doch waren Wiederwahlen möglich, wie die teilweise langen Amtszeiten der Bürgermeister beweisen. Nach 1806 wurde durch Württemberg das Amt des lebenslang gewählten Schultheißen eingeführt und später in den Titel Stadtschultheiß geändert. Im Jahre 1930 führte man in Württemberg die Amtsbezeichnung Bürgermeister ein, die bis heute verwendet wird. Der Bürgermeister wird derzeit für eine Amtszeit von acht Jahren gewählt.
Liste der Schelklinger Bürgermeister (vor 1800 unvollständig)
| - Haintz Pfortzer 1433 - Ulrich Gyger 1446 - Hans Siener 1481 - N.N. - Hans Minderer 1560 - N.N. - Franz Bischof 1800 - Franz Joseph Eberle 1800–1823 - Johann Nikolaus Heyschmid 1823–1825 | - Johann Baptist Bauer 1826–1836 - Georg Martin Betz 1836–1847 - Philipp Scheitenberger 1847–1873 - Anton Fischer, aus Justingen 1873–1906 - Anton Fischer, Sohn des vorigen 1906–1946 - Karl Oßwald 1946–1960 - Hans-Joachim Baeuchle (SPD) 1961–1974 - Rudolf Stützle (CDU) 1975–2000 - Michael Knapp (parteilos) 2000–2016 - Ulrich Ruckh seit 2016 |

### Wappen
| Stadtwappen von Schelklingen | Blasonierung: „Von Rot und Silber (Weiß) fünfmal schräglinks geteilt.“                                                                         |
| Stadtwappen von Schelklingen | Wappenbegründung: Dieses Wappen ist ein Derivat dessen der Grafen von Berg-Schelklingen, jedoch mit Schräglinks- statt der Schrägrechtsbalken. |

## Wirtschaft und Infrastruktur

### Wirtschaft
Im Jahr 2022 erzielte Schelklingen Einnahmen aus der Gewerbesteuer in Höhe von 1,73 Millionen Euro. Mit einem Gewerbesteuerhebesatz von 370 % liegt die Gemeinde unter dem durchschnittlichen Hebesatz Deutschlands. Dieser beträgt 403 % (Stand: 2022).

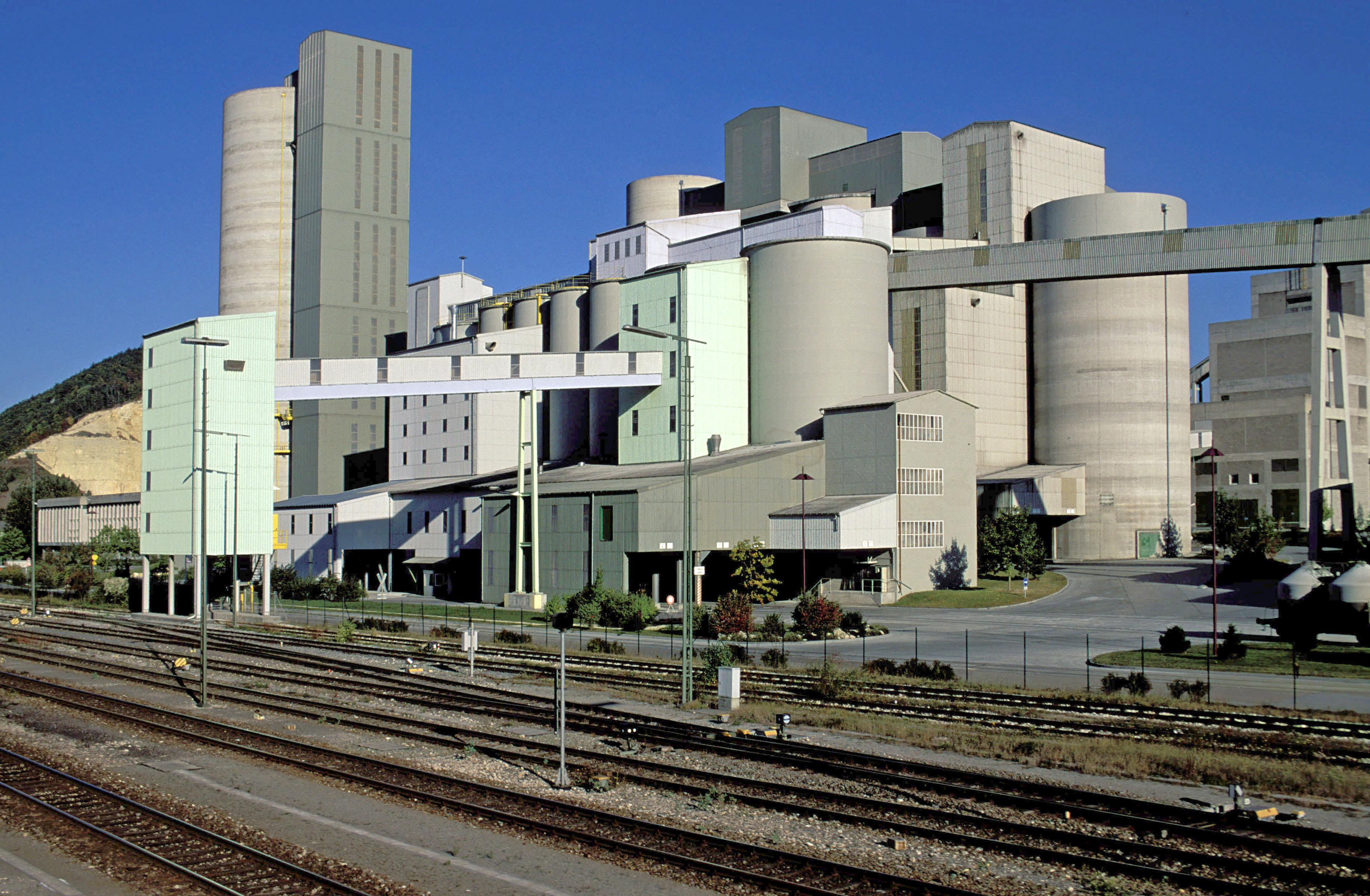
Zementwerk Schelklingen

### Unternehmen
Der Schelklinger Gewerbeverein wurde 1914 gegründet.
In der Stadt befinden sich größere Werke von HeidelbergCement AG und Cooper Standard Automotive.

### Handwerk
Das dominante Schelklinger Gewerbe in vorindustrieller Zeit bis etwa 1820 war das Hafnergewerbe. 1803 hatte die Hafnerei mit 19 Meistern ihren Höchststand erreicht. Wegen der historischen Bedeutung der Hafner für Schelklingen widmet sich eine Abteilung des Schelklinger Stadtmuseums der Geschichte der Schelklinger Hafnerei.

### Feuerwehr
Die Freiwillige Feuerwehr Schelklingen wurde 1871 gegründet.

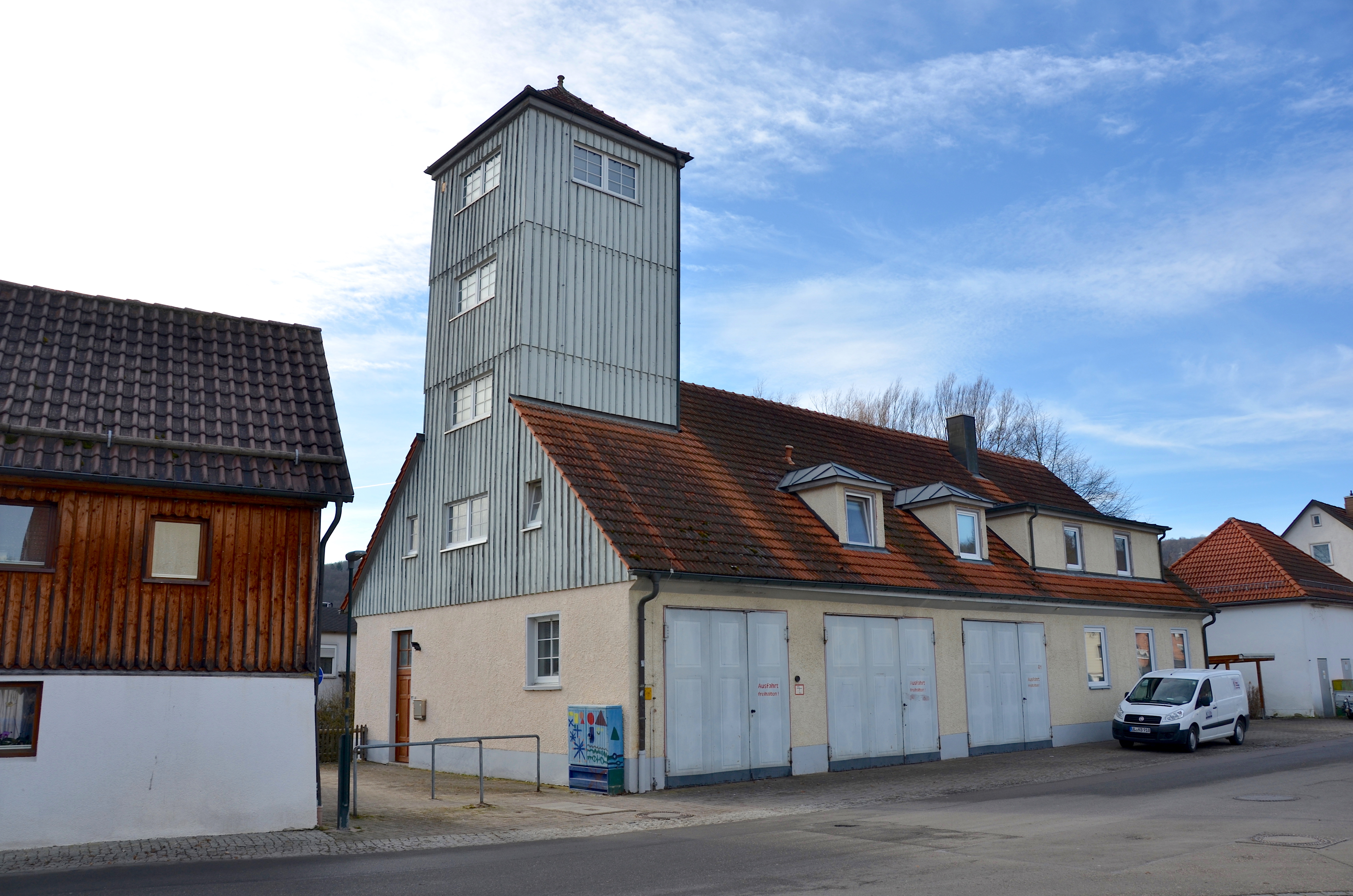
Altes Feuerwehrgerätehaus von 1929

### Verkehr

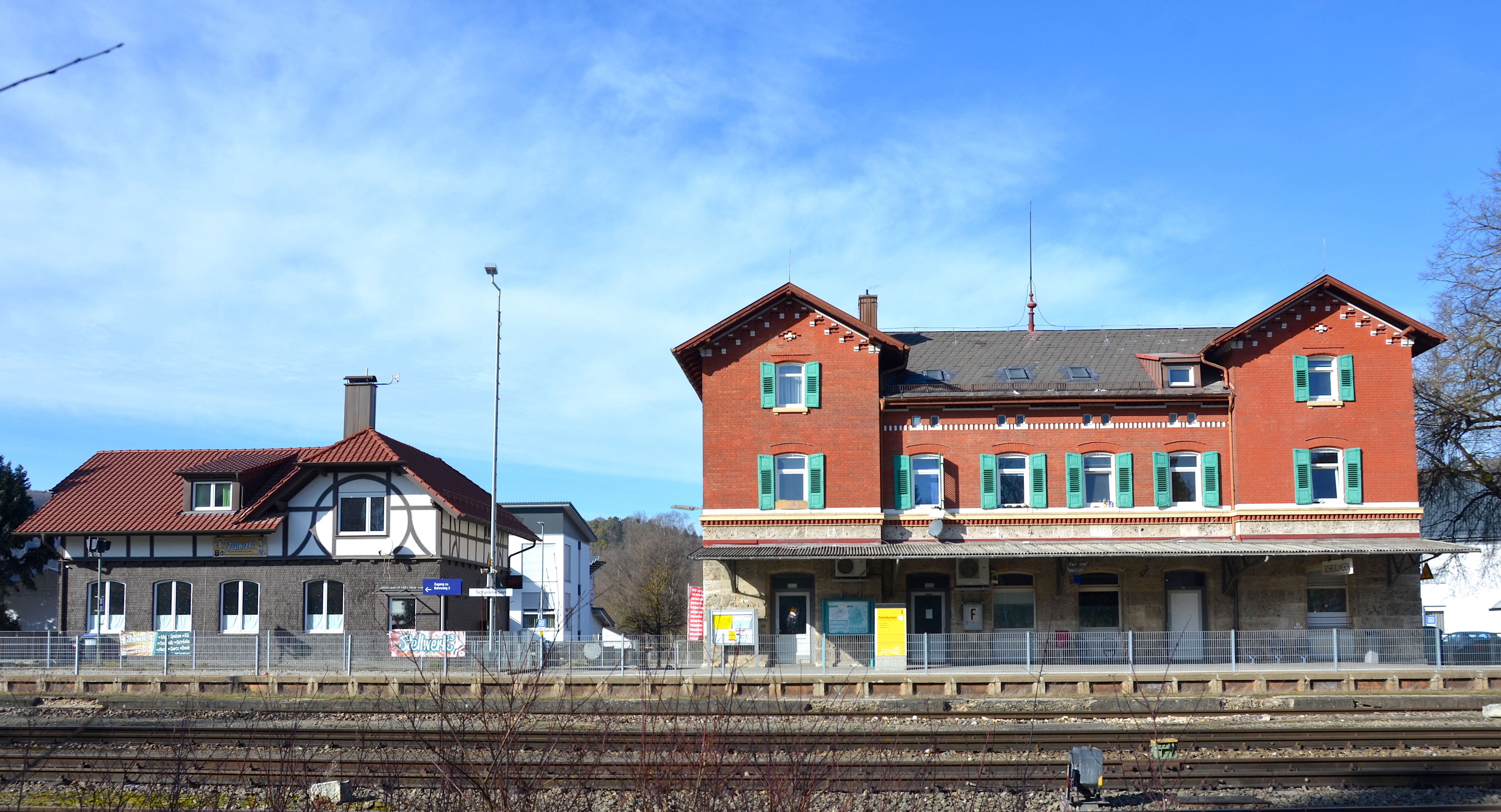
Bahnhof Schelklingen

Schelklingen ist ein Abzweigbahnhof. Hier trennt sich die Bahnstrecke Reutlingen–Schelklingen von der Bahnstrecke Ulm–Sigmaringen. Während auf Ersterer nur einzelne Züge verkehren, besteht auf Zweiterer ein jeweils stündliches Angebot mit Regional-Express- und Zügen der Regio-S-Bahn Donau-Iller. Dadurch verkehren mindestens zwei Züge pro Stunde nach Ulm. Nach Sigmaringen sowie Munderkingen herrscht ein Stunden-Takt, nach Donaueschingen besteht mit Regional-Express-Zügen ein Zwei-Stunden-Takt.
Neben dem Bahnhof Schelklingen verfügt die Stadt über je eine Station im Stadtteil Schmiechen an der Reutlinger und der Sigmaringer Strecke sowie zwei Haltepunkte in Hütten beziehungsweise Sondernach an der Albbahn. Schelklingen gehört dem Donau-Iller-Nahverkehrsverbund an.
Die Stadt ist über die Bundesstraße 492 (Blaubeuren–Ehingen) an das überregionale Straßennetz angebunden und über die Ausfahrten Merklingen und Ulm-West der A 8 zu erreichen.
Durch eine Alltagsroute aus dem Radnetz Baden-Württemberg ist Schelklingen über Allmendingen mit Ehingen und in der anderen Richtung mit Blaubeuren verbunden. 

### Bildung

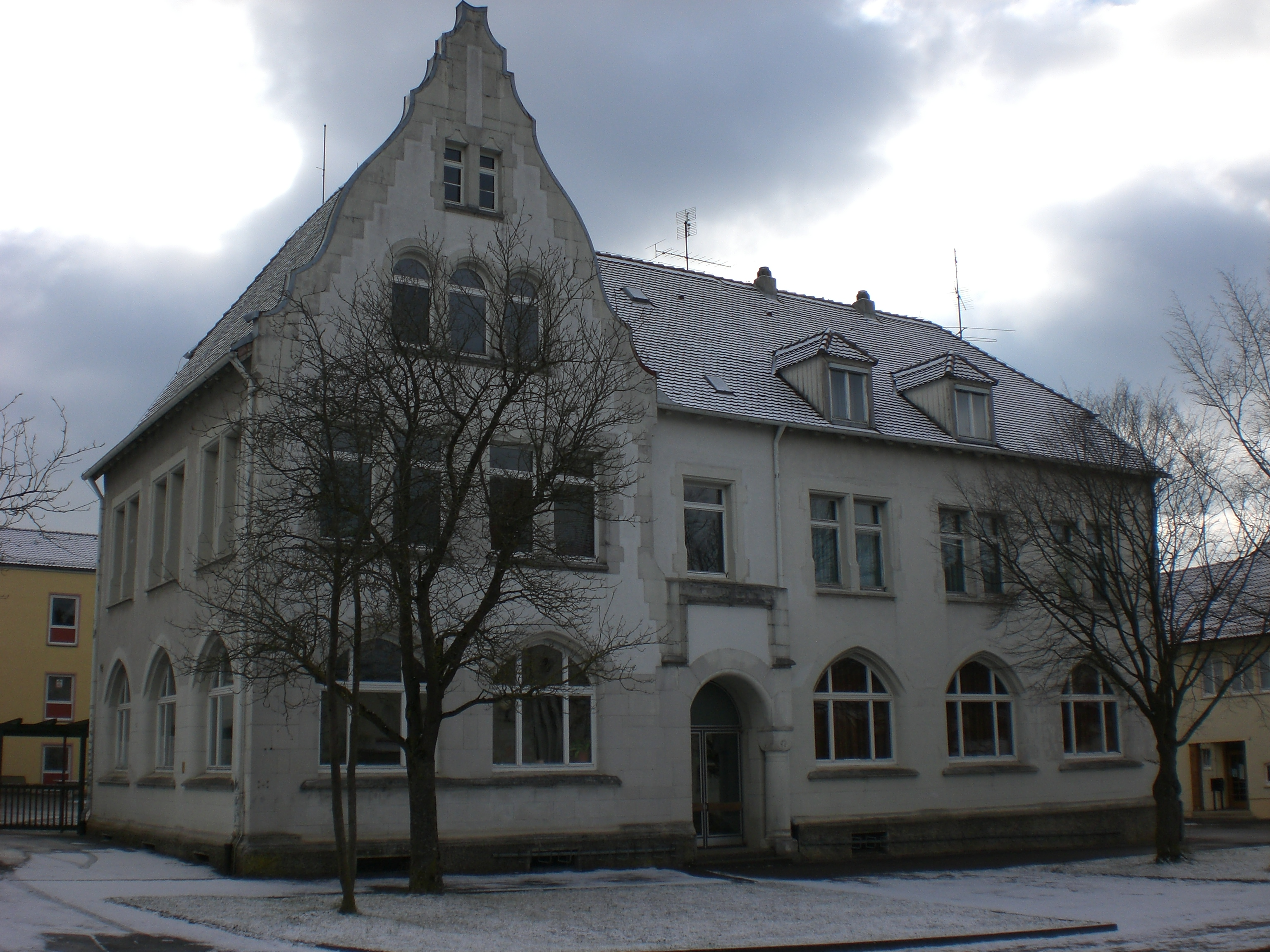
Altes Schulhaus der Heinrich-Kaim-Schule

In Schelklingen gibt es mit der Heinrich-Kaim-Schule eine Grund- und Hauptschule mit Werkrealschule sowie vier weitere Grundschulen in den Teilorten in städtischer Trägerschaft.
Außerdem verfügt Schelklingen mit der Urspringschule über ein Gymnasium mit Internat in evangelischer Trägerschaft. Zusätzlich zum Abitur kann man auch eine Ausbildung absolvieren.
Das St. Konradihaus ist eine Jugendhilfeeinrichtung mit Internat, in der Jugendliche ab 12 Jahren eine schulische und berufliche Ausbildung erhalten können.
Dazu bestehen vier römisch-katholische, zwei städtische und ein evangelischer Kindergärten im gesamten Stadtgebiet.

## Kultur und Sehenswürdigkeiten

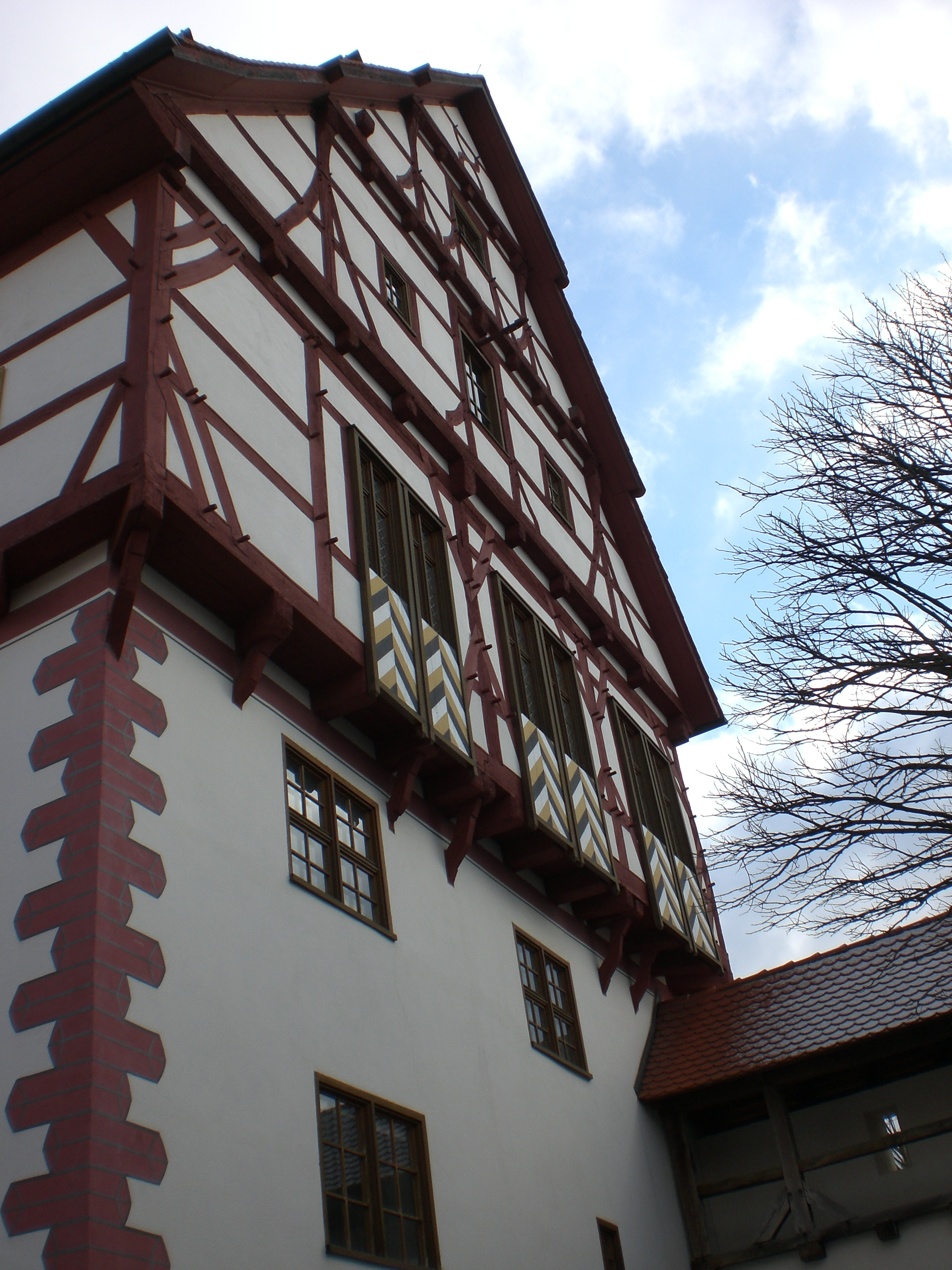
Spital zum Heiligen Geist

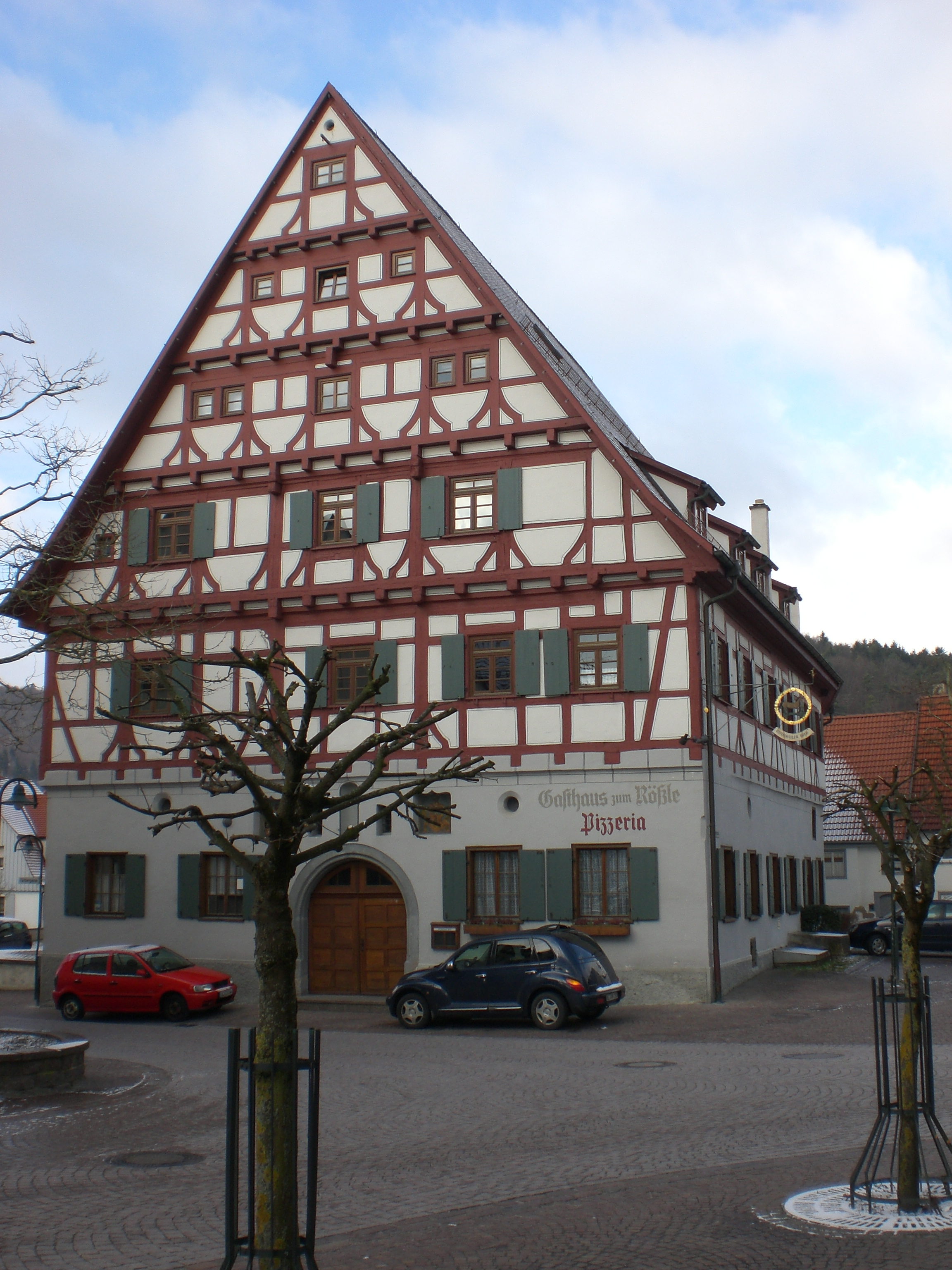
Das Rößle

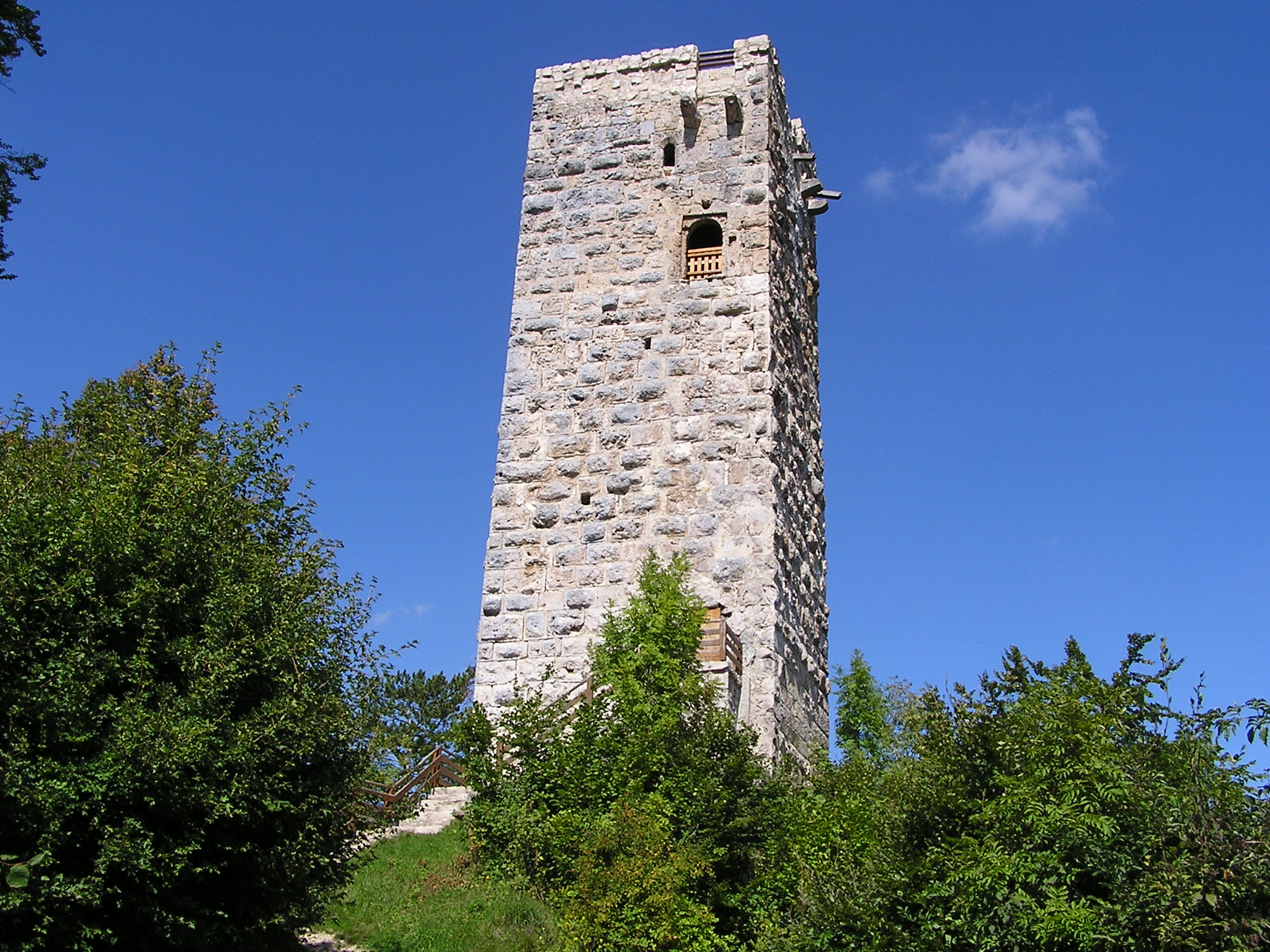
Bergfried der Burg Hohenschelklingen

### Bücherei
Die Stadtbibliothek ist im alten Rathaus untergebracht. Sie hat einen Bestand von ca. 15.000 Medien.

### Theater
Es gibt einen Theaterverein, der volkstümliche Stücke aufführt. Ein Theater gibt es nicht mehr.

### Museen
Das Schelklinger Stadtmuseum ist zusammen mit dem Stadtarchiv in einem repräsentativen Fachwerkbau, dem ehemaligen Spital zum Heiligen Geist, vorher Wernauer Schlößle bei der Herz-Jesu-Kirche untergebracht. Es präsentiert die Geschichte des ehemals wichtigsten Gewerbes der Stadt, der Hafnerei; weitere Schwerpunkte sind eine geologische Sammlung und die allgemeine Stadtgeschichte.

### Musik
Zu den ältesten Musikvereinen und -Gruppen zählen der Liederkranz Schelklingen (gegründet 1826), der Katholische Kirchenchor (gegründet 1894), der Musikverein Stadtkapelle Schelklingen (gegründet 1923) und der Musikverein Schmiechen (gegründet 1927).

### Vereine
Der Turn- und Sportverein Schelklingen (TSV) wurde 1891 gegründet.
Die Ortsgruppe Schelklingen des Schwäbischen Albvereins besteht seit ca. 1890.

### Bauwerke

#### Burgen und Schlösser
- Auf dem Stadtgebiet befinden sich die Ruinen der Burg Hohenschelklingen, der Burgen Muschenwang und Studach, des Schlosses Justingen, der Burg und des Schlosses Neusteußlingen; die Turmburg der Fleck von Schmiechen ist nur noch archivalisch und archäologisch nachweisbar.

#### Kirchliche Bauwerke

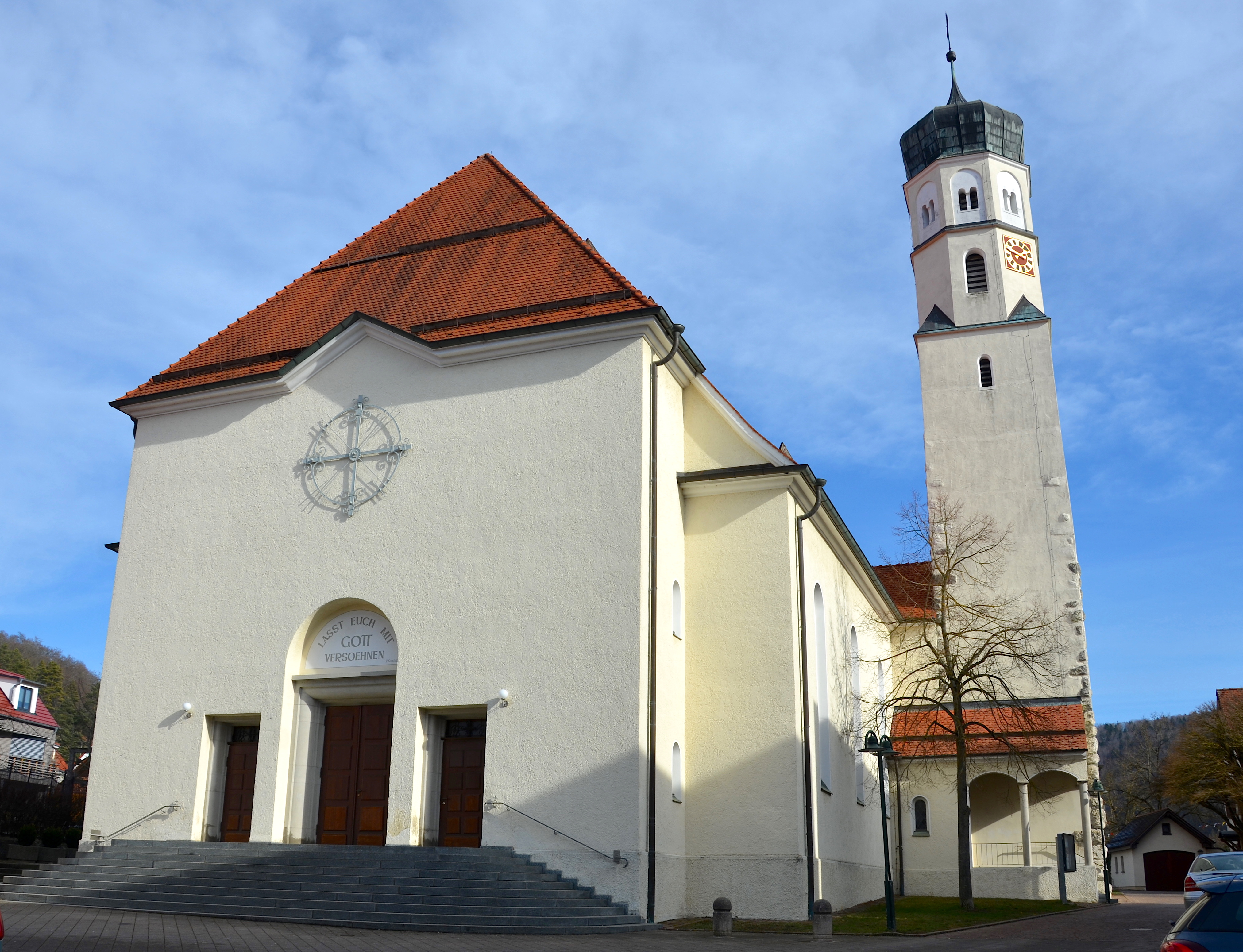
Herz-Jesu-Kirche mit Hauptportal am Maximilian-Kottmann-Platz, 2020

- Kloster Urspring mit der Klosterkirche St. Ulrich, gegründet 1127, Baubestand teils aus der Zeit um 1500 (zwei Gastgebäude und Ostflügel der Klausur sowie Narthex und unterer Teil des Glockenturms der Klosterkirche), sonst meist 17. Jahrhundert
- Stadtpfarrkirche Herz-Jesu, Neubau von 1934, wobei die spätgotische ehemalige Sakristei, heute Seitenkapelle, und der Kirchturm, in seinen unteren Geschossen romanisch mit Buckelquadern, erhalten blieben; der obere Teil des Kirchturms und die Zwiebelhaube wurden 1905 von Joseph Cades errichtet (Maximilian-Kottmann-Platz)
- St.-Afra-Kapelle auf dem Friedhof: erbaut im 14. Jahrhundert
- Herz-Jesu-Kapelle auf dem Herz-Jesu-/Litzelberg: 1708–1709 errichtet
- St.-Wendelins-Kapelle: 1848 durch Schelklinger Bürger und die Stadt Schelklingen als Schutzkapelle für die Landleute errichtet
- Maria-Hilf-Kapelle: 1882 durch die Sprachlehrerin Ida Götz gestiftet und 1904 durch dieselbe Stifterin um ein Querhaus erweitert (Münsingerstraße 12)
- Lourdesgrotte: 1885 durch den Stadtpfarrer Türk angelegt (Münsingerstraße am Schloßberg)

#### Pfarr- und Kaplaneihäuser
- Altes Pfarrhaus, prächtiges Fachwerkhaus von um 1600 (Maximilian-Kottmann-Platz 6)
- Neues Pfarrhaus, ehemals Westernach’sches Kaplaneihaus des Klosters Urspring, später Stadtkanzlei, erbaut 1599 (Kanzleigasse 1)
- Wernausches Kaplaneihaus, Wohnsitz des Wernauer Kaplans; Barockbau im französischen Stil, erbaut 1758 (Kanzleigasse 3)
- Rothsches Kaplaneihaus, Wohnsitz des Kaplans der Adelsfamilie Rodt von Bußmannshausen; Barockbau von ca. 1750 mit Madonnennische und ehemals Walmdach, heute stark verändert (Stadtschreibereistraße 1)
- Steinsches Kaplaneihaus, Wohnsitz des Kaplans der Adelsfamilie von Stein (Färbergasse 25)
- Ellerbachsches Kaplaneihaus, Wohnsitz des Kaplans der Adelsfamilie von Ellerbach; von 1788 bis 1806 Rothsches Kaplaneihaus (Mohrengasse 4 und 6)
- Stein- und Westernachsches Kaplaneihaus, Wohnsitz des Kaplans der vereinigten Stein- und Westernachschen Kaplanei (Münsingerstraße 96)

#### Adelssitze
- Spital zum Heiligen Geist oder Wernauer Schlößle, ehemals Wohnsitz der Herren von Wernau (erbaut im 14. Jahrhundert) mit dem Spitalbrunnen (Spitalgasse 6)
- Bemelberger Schlössle, Wohnsitz des Konrad von Boyneburg (erbaut um 1550) (Bemmelbergergasse 1/3)
- Gasthaus zum Rößle, ehemals Wohnhaus des Hanß Reuß von Reußenstein (erbaut zweite Hälfte 16. Jahrhundert) (Färbergasse 2)
- Stauffenberg’sches Schloss, Wohnsitz der Schenk von Stauffenberg (erbaut um 1600) (Schloßgasse 9/11/13/15/17)
- Rennhof, Wohnsitz des Geschlechts der Renner von Allmendingen (erbaut 2. Hälfte 16. Jahrhundert) (Schloßgasse 5)

#### Städtische Gebäude

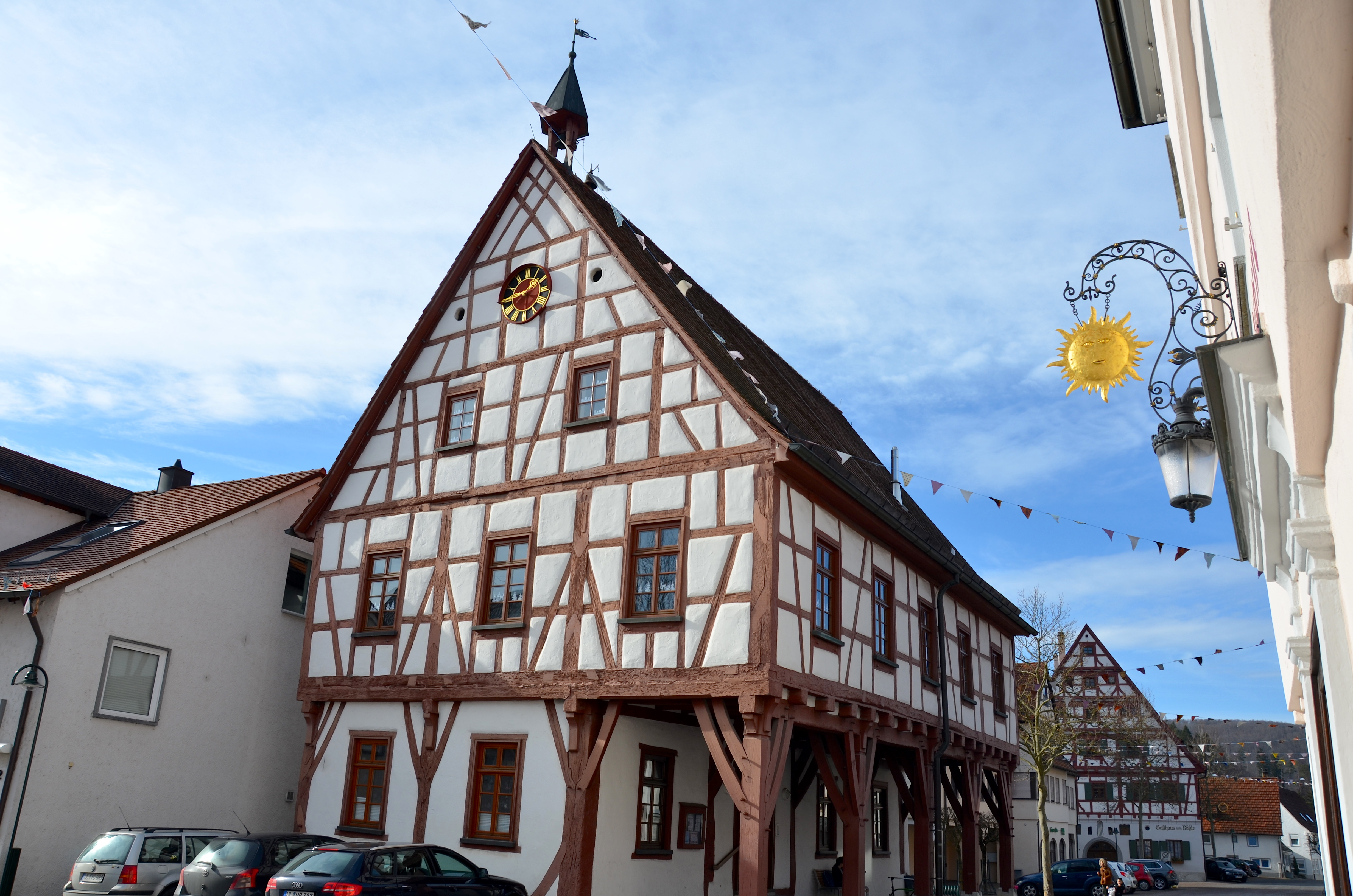
Altes Rathaus

- Das alte Rathaus (erbaut um 1450)[13] (Marktstraße 8)
- Die Stadtmauer: originale Teile in Außenwänden von Häusern; bis zur vollen Höhe erhalten beim Bemelberger Schlössle; ein Stück rekonstruiert beim Spital zum Heiligen Geist[14]
- Der Hintere Brunnen: öffentlicher Stadtbrunnen

#### Bürgerhäuser
- Bürgerhaus mit schön restauriertem Fachwerk (mit unaufgelöster Inschrift am südöstlichen Ständerbalken „R.C.I.R. 1544“).[15] (Maximilian-Kottmann-Platz 9 und 11)
- Ackerbürgerhaus samt Stadel am ehemaligen Hinteren Tor, an die Stadtmauer angelehnt mit restauriertem Fachwerk (Stadtschreibereistraße 5)
- Neues Haus, Barockwohnhaus des Franz Xaver Schalch, Hofmeister des Klosters Urspring (erbaut 1717) (Bemmelbergergasse 2)
- Gasthaus zur Sonne, ehemals Gasthaus zur Güldenen Sonne, älteste Taverne und Herberge (stark umgebaut oder neu erbaut 1724) (Marktstraße 9)
- Ehemaliges Badehaus (Färbergasse 20, 22 und Schloßgasse 1)
- Bürgerhaus an der Stelle des ersten Schelklinger Spitals (ehemals Marktstraße 20) (gestiftet 1550, am Vorderen Tor angesiedelt bis 1698, danach Umzug ins Wernauer Schlöße), errichtet im Jahre 1794–1795. Beim Neubau wurden von dem Vorgängerbau aus den Jahren 1345–1346 Bauhölzer im Bereich des Fachwerkinnengerüstes und des Dachwerkes wiederverwendet. Der Bau von 1345–1346, welcher 1794–1795 abgebrochen wurde, muss das Gebäude des ersten Spitals gewesen sein. Der Neubau von 1794–1795 beherbergte in den 1820er und 1830er Jahren die Wirtschaft zum Lamm. Das Gebäude musste um 2010 dem neuen Bürgerheim St. Ulrich weichen.[16]

#### Sonstige Bauwerke

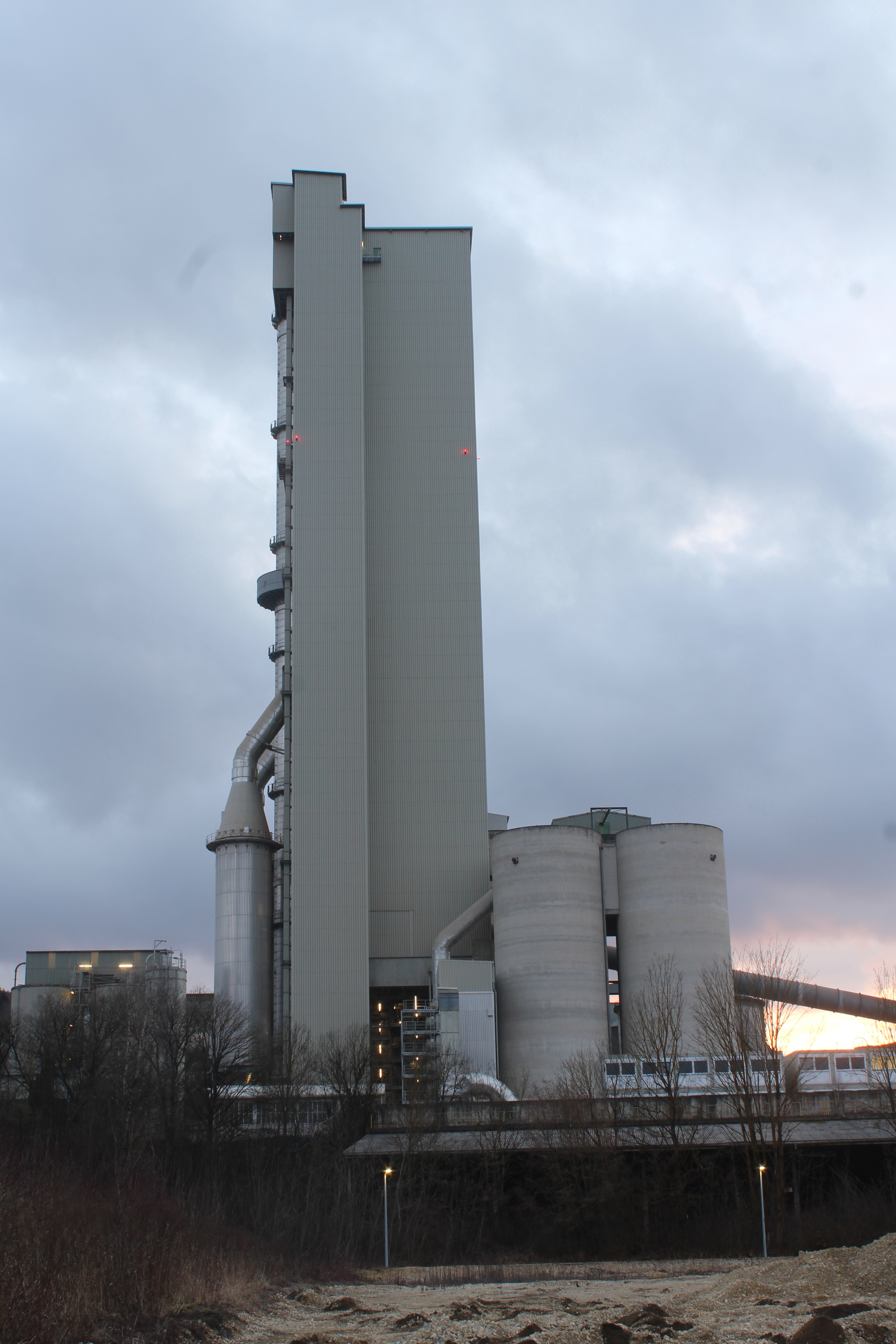
Wärmetauscherturm Zementwerk Schelklingen

- Wärmetauscherturm des Zementwerks, 2016/2017 errichtet, 140 Meter hoch, höchstes Gebäude im Alb-Donau-Kreis
- Windpark Ingstetten

### Sport
- Freischwimmbad
- Skate-Anlage
- Fußballplatz und Sportanlagen im Längental

### Regelmäßige Veranstaltungen
- Umzug schwäbisch-alemannischer Fasnetsgruppen
- Nikolausmarkt am ersten Samstag im Dezember
- Bauern- und Wochenmarkt mittwochs vormittags

### Kulinarische Spezialitäten
Typische schwäbische Gerichte (wie Maultaschen, Saure Kutteln, Sauerbraten etc.) werden von verschiedenen Schelklinger Gastwirtschaften angeboten.

### Naturdenkmale (Auswahl)
- der Hohle Fels, ein Kalksteinstotzen mit einer in der Steinzeit bewohnten großen Höhle (Besichtigung möglich)
- der blaue Quelltopf (runde Karstquelle) der Urspring westlich der Stadt.Der Achtopf ist Ursprung der zehn Kilometer langen Schelklinger Ach, die in Blaubeuren in die Blau mündet.

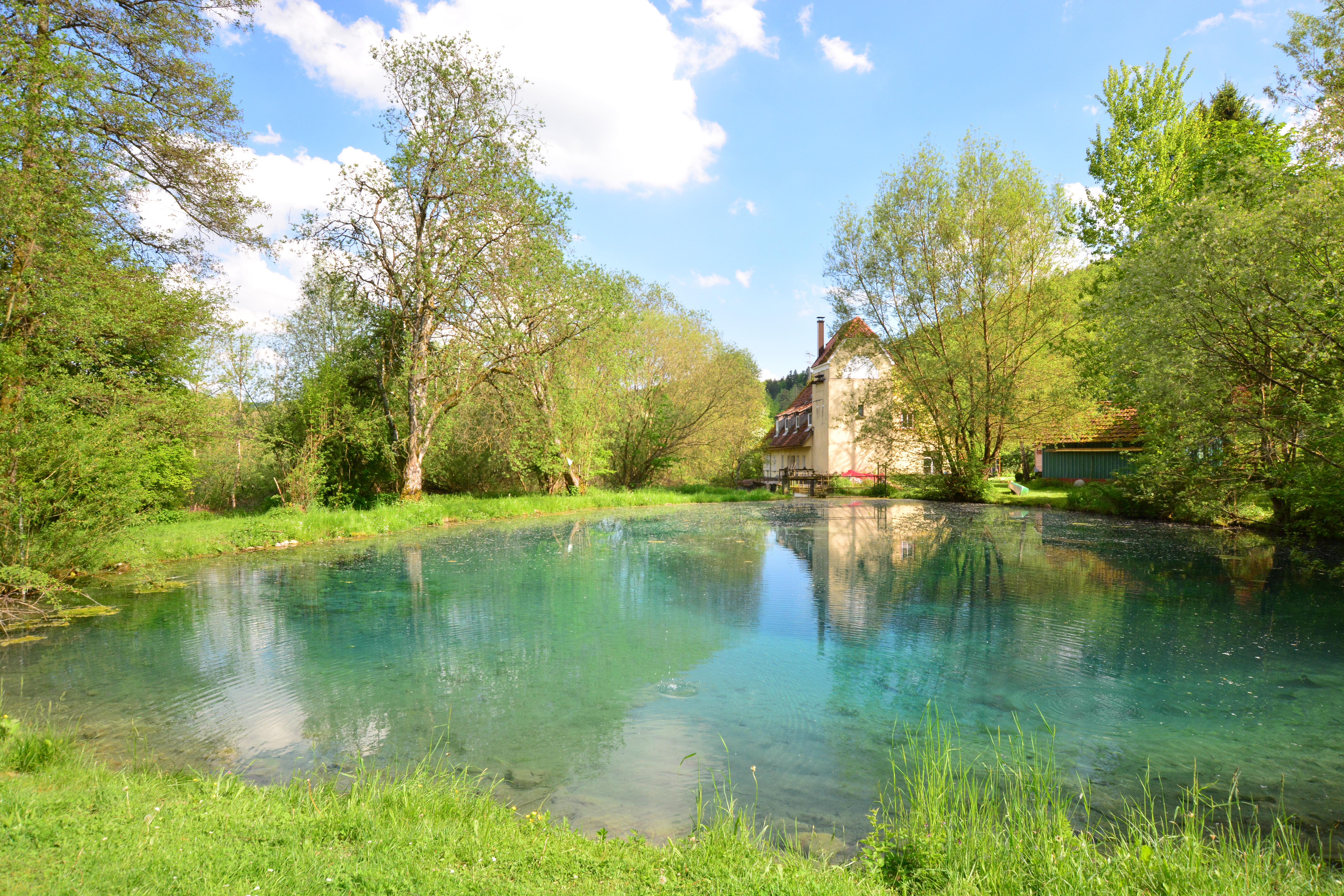
Der Achtopf ist Ursprung der zehn Kilometer langen Schelklinger Ach, die in Blaubeuren in die Blau mündet.

- eine weitere Karstquelle bildet der Achtopf, bei der Dreikönigsmühle und südlich des Quelltopfs der Urspring gelegen. In der Nähe der Achquelle, am Zusammenfluss von Urspring und Ach, befand sich ehemals eine Sägemühle des Klosters Urspring, „Felbenmühle“ genannt, welche aber bereits vor 1806 abging. 1845 wurde direkt am Achtopf die Dreikönigsmühle errichtet.

## Persönlichkeiten

### Ehrenbürger
Die Stadt Schelklingen hat folgenden Personen das Ehrenbürgerrecht verliehen:
- 23. Juni 1879: Albert Rall (1827–1881), Textilfabrikant, Onkel des Robert Friedrich Rall (1839–1935); Begründung: dass er in Verbindung mit seinem Neffen Robert Rall „die Fabrik Urspring in der Weise emporgebracht habe, daß den Arbeitern viel bessere, schonendere und gerechtere Behandlung und Bezahlung zu theil wird als früher“[17]
- 9. März 1923: Heinrich Günter (1870–1951), Historiker
- 22. November 1946: Max Kottmann (1867–1948), Prälat und Generalvikar
- 11. April 1956: Anton Fischer (1876–1956), Stadtschultheiß und Bürgermeister
- 14. Januar 2000: Rudolf Stützle, Bürgermeister
- Dezember 2001: Erich Karl (1924–2009), Geschäftsführer und Kommunalpolitiker
- 4. April 2014: Reiner Blumentritt (1943–2019), Vorsitzender der Museumsgesellschaft Schelklingen und Kommunalpolitiker

### Söhne und Töchter der Stadt
Die folgende Übersicht enthält bedeutende, in Schelklingen geborene Persönlichkeiten, aufgelistet nach dem Geburtsjahr. Für die Nennung ist es unerheblich, ob die Personen ihren späteren Wirkungskreis in Schelklingen hatten oder nicht.
- Salome von Berg-Schelklingen (* um 1099 im Donaukreis, Württemberg; † 27. Juli 1144), Mutter berühmt gewordener Kinder
- Christoph von Stadion (* März 1478; † 15. April 1543 in Nürnberg), Bischof von Augsburg 1517–1543[18][19]
- Johann Michael Wolcker (getauft in Schelklingen 12. Mai 1702; † 16. Oktober 1784 in Schelklingen), Maler
- Matthias Wolcker (geboren in Schelklingen, getauft am 22. Februar 1704; † 10. Oktober 1742 in Dillingen an der Donau), Maler
- Gabriel Wolcker (getauft 8. Juni 1715), Maler
- Maria Sybilla Josepha Zais geb. Schalch (* 3. Mai 1770; † 13. Juni 1844 in Wiesbaden), Hotelierin
- Johannes Bumüller (* 29. Dezember 1811; † 13. September 1890 in Ravensburg), Gymnasial-Professor, Redakteur und katholischer Schriftsteller
- Ludwig Lutz (* 27. August 1820; † 1889 in Ellwangen/Jagst), Flaschnermeister, Fabrikant von Blechspielwaren in Ellwangen/Jagst
- Adolf Kaim (* 15. Juni 1825; † 4. August 1887 in Biberach an der Riß), Lehrer und Musiker
- Wilhelm Traub (* 13. Dezember 1828; † 19. März 1874), Kunstmaler
- Franz Sales Günter (* 9. November 1830; † 1. September 1901 in Oberndorf am Neckar), Verwaltungsaktuar und Stadtschultheiß
- Sebastian Luz (* 7. März 1836; † 2. Mai 1898 in Freiburg/Breisgau), Maler religiöser Themen, Historien-, Porträt- und Landschaftsmaler
- Ludwig Traub (* 27. Mai 1844; † 21. April 1898 in Göppingen), Maler, Zeichner und Illustrator
- Franz Josef Werner (* 2. Februar 1847; † 5. Juni 1908) war Redakteur und Verleger der Lauchert-Zeitung und Direktor der Ulmer Zeitung
- Magnus Mohn (* 23. Juni 1865, † nach 1954), Kirchen- und Kunstmaler in Bruck bei München, Kapellenstraße Nr. 13
- Josef Mohn (* 20. Oktober 1866; † 25. Dezember 1931), Flaschnermeister und Erfinder
- Max Kottmann (* 16. Juni 1867 in Sotzenhausen bei Schelklingen; † 22. März 1948 in Rottenburg am Neckar), Generalvikar der Diözese Rottenburg, Ehrenbürger
- Max Gauß (*  24. Februar 1868; † 5. Februar 1931); geboren in Justingen, katholischer Priester und Landtagsabgeordneter
- Heinrich Günter (* 15. Februar 1870; † 13. Mai 1951 in München), Historiker, Ehrenbürger[20]
- Emil Kaim (* 23. Januar 1871; † 9. Mai 1949 in Untermarchtal), Priester und Landtagsabgeordneter
- Heribert Jone (* 30. Januar 1885; † 25. Dezember 1967 in Stühlingen/Baden), katholischer Priester, Kirchenrechtler und Moraltheologe
- Hans Beckers (* 27. Dezember 1902; † 22. Januar 1984 in Donaustauf), Architekt, Kirchenbaumeister
- Franz Rothenbacher (* 14. Dezember 1954), Soziologe

### Weitere Persönlichkeiten
Hier werden bekannte Persönlichkeiten aufgeführt, die in Schelklingen einen Teil ihres Lebens verbracht haben oder in Schelklingen verstorben sind.
- Johann Georg Wolcker der Ältere (* Burgau?, ⚭ 1700 od. früher; † Augsburg?), Barockmaler in Schelklingen
- Johann Georg Wolcker der Jüngere (* 1700, † 27. Oktober 1766 in Augsburg) wuchs spätestens ab 1702 in Schelklingen auf
- Friedrich List (* spätestens 6. August 1789 in Reutlingen; † 30. November 1846 in Kufstein), 1809–1810 württembergischer Steuerrenovator in Schelklingen, Verfasser des Schelklinger Steuerbuchs von 1810 (2 Bände)[21]
- Johann Georg Friedrich Reichenbach (* 22. Juni 1791 in Mömpelgard als Sohn des Kammerchirurgus Wilhelm Heinrich Reichenbach; † 1873 in Stuttgart), Gründer und Inhaber der Baumwollweberei Urspring von 1832–1852
- Heinrich Kaim (* 2. Oktober 1792 in Steinbach bei Esslingen/Neckar; † 31. März 1874 in Schelklingen), Musterlehrer in Schelklingen, Gründer des Schelklinger Liederkranzes
- Christian August Blezinger (* 25. Januar 1811 in Ernsbach; † 8. April 1894 in Stuttgart), Kaufmann, Eisenwerksbesitzer in Ernsbach und später Baumwollfabrikant in Urspring
- Louis Adam Gans (* 24. Mai 1819 in Kassel), Kaufmann, Textilfabrikant in St. Gallen und später Baumwollfabrikant in Urspring
- Jakob Friedrich Sprandel (* 24. Januar 1828 in Ulm/Donau; † 2. Januar 1895 in Schelklingen), Wundarzt und Geburtshelfer
- Robert Friedrich Rall (* 3. Juni 1849 in Eningen unter Achalm; † 2. März 1935 in Ulm/Donau), Inhaber und Leiter der Mechanischen Weberei Urspring (MWU) von 1870/1878–1930
- Otto Merz (* 12. Juni 1889 in Esslingen am Neckar, † 18. Mai 1933 in Berlin), Chauffeur, Rennfahrer, Testfahrer und Mechaniker
- Ernst Hofmann (1904–1999), katholischer Pfarrer und Lieddichter, von 1944 bis 1949 Pfarrer in Schelklingen
- Joseph Klarl (* 1. Oktober 1909 in Straubing; † 16. Januar 1987 in Schelklingen), Maler und Künstler, lebte seit 1945 in Schelklingen
- Franz Beyer (* 26. Februar 1922 in Weingarten als Sohn des Otto Paul Beyer, Musikleiters in Weingarten (* 12. September 1885; † 22. November 1973 in Weingarten) und der Anna Günter (* 16. Juli 1895 in Schelklingen; † 7. Januar 1992 in Weingarten)), Bratschist an der Hochschule für Musik und Theater München; verbrachte seine Jugendjahre in Schelklingen bei seinen Verwandten
- Erich Karl (* 1924 in Ulm; † 2009 in Schelklingen), Geschäftsführer und Kommunalpolitiker
- Marie-Louise Roth-Zimmermann (* 1. August 1926 in Haguenau, Elsass; † 25. Mai 2014), Literaturwissenschaftlerin